# 노르웨이 전역
노르웨이 전역(영어: Norwegian campaign)은 제2차 세계 대전 기간 베저위붕 작전으로 나치 독일이 노르웨이를 침공하며 일어난 나치 독일과 연합국 간의 전투이다. 4월달엔 영국과 프랑스가 노르웨이에 원정군을 파견했다. 연합군은 노르웨이 북부에서 국지적 승리를 거두었으나, 5월달엔 독일이 프랑스를 침공하여 연합군이 원정군을 철수시켜 노르웨이 정부는 런던으로 망명정부를 수립했다. 이 전역은 나치 독일이 노르웨이를 점령하며 끝이 났으나 해외에서 자유 노르웨이군이 지속적으로 유격전을 펼쳤다. 62일간의 전투를 거치며 노르웨이는 소련 다음으로 독일의 침공에 두 번째로 오래 버틴 나라가 되었다.

## 배경

### 제2차 세계 대전 발발
영국과 프랑스 양국은 폴란드 제2공화국과 맺었던 군사 동맹에 따라, 나치 독일이 폴란드를 침공한지 이틀 후인 1939년 9월 3일 나치 독일에게 선전포고했다. 하지만 두 국가 모두 적극적으로 공세에 참여하지 않고 수 개월간 뚜렷한 분쟁이 없었는데, 이를 가짜 전쟁이라 한다. 윈스턴 처칠은 당시 영국 총리 네빌 체임벌린과는 달리 적극적으로 전쟁에 참여해야 한다고 주장하고 있었다.
이 시기 양측 모두 제2전선을 열려고 생각하고 있었다. 프랑스를 위시한 연합국은 제1차 세계 대전 시기 프랑스-독일 전선에서 펼쳐졌던 참호전의 경험을 피하러 했다.
제2차 세계 대전이 발발하면서 노르웨이 정부는 노르웨이 육군과 전함이 2척 뿐이었던 노르웨이 해군에 부분 동원령을 내렸다. 주변국의 노르웨이 중립 침해 시도로부터 보호하기 위해 노르웨이 육군항공대와 노르웨이 해군항공대도 같이 동원되었다. 노르웨이 영해에서 일어난 최초의 충돌은 독일 U보트의 영국 군함 격침이었다. 이후 양 교전국 간 항공기들이 지속적으로 노르웨이의 중립을 침해했다.
제2차 세계 대전이 일어난 직후, 영국은 노르웨이 정부에게 전쟁 중 해운에 필요했던 노르웨이 상선해군단 선박을 지원해달라 압박했다. 이와 같은 압박에 노르웨이 정부는 협상으로 1939년 9월 25일부터 11월 20일까지 노르웨이가 탱크십 150척을 포함한 총 450,000GT에 달하는 선박을 대여 형식으로 주기로 하였다. 노르웨이 정부의 자국 해운선에 대한 염려가 협상을 동의하게 설득하는 데 중요한 역할을 하였다.

### 노르웨이의 중요성
노르웨이는 중립이었으나 양 측에서 몇가지 이유로 노르웨이를 전략적으로 중요하다고 판단하였다. 그 중 가장 중요한 이유로는 스웨덴산 철광석을 주로 독일로 대량으로 운송해 수출하던 곳이 노르웨이의 나르비크 항구였기 때문이었다. 특히 나르비크 항구는 겨울엔 발트해가 얼어 스웨덴 방면으로 수출이 불가능해지면서 더욱 중요해졌다. 영국은 발트해를 장악하는 계획인 카트린 작전을 세우며 나르비크가 매우 중요해졌으나 이 작전은 시행되지 않았다. 대제독 에리히 레더는 1939년 수 차례 영국이 스칸디나비아로 침공하고 포위될 경우 독일에게 매우 위험하다고 말해왔다. 레더는 베르겐, 나르비크, 트론헤임 등 독일과 매우 가까운 북해에 강력한 영국 해군이 기지삼아 활동하면 독일 전쟁해군은 발트해에서도 매우 위험해질 것이라 경고했다.
대서양 전투에서도 노르웨이 장악은 전략적으로 매우 중요했다. 노르웨이 항구들의 점령은 독일이 봉쇄를 피할 수 있는 또 다른 출구였으며 이를 통해 대서양으로 더 쉽게 접근할 수 있었다. 노르웨이 항구를 통해 독일은 연합군에 대항하여 해상에서 쉽게 세력을 뻗힐 수 있었다. 또한 노르웨이의 항공 기지를 통해 독일은 북대서양에서 정찰기를 더 멀리서도 운용할 수 있게 되었고, 독일 유보트와 군함은 노르웨이 해군기지를 통해 영국의 북해 봉쇄선을 뚫고 대영제국의 보급로를 공격할 수 있었다.

### 겨울 전쟁
소련이 1939년 11월 30일 핀란드를 침공하기 시작하면서 연합군은 공세적인 소련을 저지하여 핀란드를 지원하기 위해 노르웨이 및 스웨덴과 협조하기로 하였다.
소련과 핀란드 사이 겨울 전쟁이 발발하면서 노르웨이는 초기에 고려했던 것 그 이상으로 지상군 동원령을 내렸다. 1940년 초 핀마르크와 트롬스에 주둔하던 9,500명 가량의 제6사단은 소련을 공격을 방어하러는 목적으로 핀마르크주 동부에 집중 배치되었다. 핀마르크주에 있던 6사단 일부는 독일 침공 후에도 혹시모를 소련 침공에 방비하기 위해 계속 주둔해있었다. 겨울 전쟁 기간 노르웨이는 핀란드에게 에르하르트 7.5cm 모델 1901 포 12문과 포탄 12,000개를 원조하고 노르웨이 영토를 통해 핀란드에게 항공기 및 기타 무기를 전달할 수 있도록 영국과 협조하면서 스스로 중립을 깨뜨렸다.
이는 핀란드엔 무관심했던 연합군이 핀란드를 이용하여 스웨덴과 노르웨이의 철광산을 추가로 장악할 병력을 보낼 기회기도 했다. 에드문드 아이언사이드가 지시한 이 계획에선 나르비크에 2개 사단이 상륙하며 중앙 노르웨이에 5개 대대, 트론헤임에 2개 사단을 상륙시켜 장악하는 계획이었다. 프랑스 정부는 독일과의 직접적인 충돌을 피하기 위해 이 계획을 지지했다.
이러한 움직임에 독일은 불안감이 커졌다. 독소 불가침조약에 따라 핀란드는 소련의 영향권에 속해 있었으며, 독일은 겨울전쟁에서 중립을 선언했다. 독일의 이 정책으로 사실상 독일과 소련이 서로 동맹을 맺은 것으로 여겨지면서 스칸디나비아에서 반독일 감정이 늘어났다. 독일 최고사령부 내에서는 노르웨이와 스웨덴이 핀란드를 지원하기 위해 연합군이 군사를 파견하는 데 허락해줄 것에 대해 공포감을 느꼈다.
노르웨이와 스웨덴에선 자국 영토를 통해 군사를 이동시키는 문제에 대해서 연합국에게 항의하자 연합군의 군사 배치는 무산되었다. 1940년 3월 12일 모스크바 평화 조약이 체결되면서 핀란드에 대한 연합국의 계획은 폐기되었다. 상륙 계획이 폐기되면서 프랑스 정부는 영국에게 엄청난 압박을 가했고, 네빌 체임벌린 내각은 4월 8일 노르웨이 연안의 광산에 연합군을 상륙시킨다는 작전을 세웠다.

### 비드쿤 크비슬링과 독일의 초기 조사
처음 독일 최고사령부는 노르웨이를 중립으로 두는 것이 낫다고 판단했다. 연합군이 노르웨이 영해에 진입하지 못하게 하여 노르웨이 해안에서 수송하는 독일 상선을 보호하게 하는 것이 가장 중요하다고 생각했기 때문이다.
이완 반대로 독일의 대제독 에리히 레더는 노르웨이를 침공해야 한다고 주장했다. 레더는 노르웨이의 항구가 영국과 전쟁하는데 매우 중요한 가치를 가지고 있다고 생각했다.

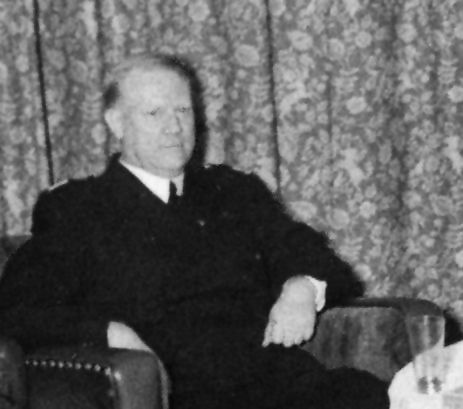
1942년의 비드쿤 크비슬링. 크비슬링이라는 이름은 후에 '반역자'를 뜻하는 단어가 되었다.

1939년 12월 14일, 레더는 아돌프 히틀러에게 노르웨이 친나치 인사이자 노르웨이 국방부 장관인 비드쿤 크비슬링을 소개시켜 주었다. 크비슬링은 나치 독일과 노르웨이 사이 범게르만 협력을 제안했다. 1939년 12월 18일부터 4일간 이루어진 두번째 만남에선 크비슬링과 히틀러가 연합군의 노르웨이 침공 위협에 관해 논의했다.
크비슬링과의 첫 만남 후, 히틀러는 국방군최고사령부(OKW)에게 노르웨이 침공 계획을 연구하라고 명령했다. 크비슬링과의 만남은 히틀러가 노르웨이 점령에 대해 관심을 가지게 되는 매우 중요한 계기였다. 독일군의 노르웨이 점령에 대한 첫 포괄적 계획인 "노르드 연구"(Studie Nord)는 1939년 12월 14일 히틀러의 명령으로 만들어지기 시작해 1940년 1월 10일 완성되었다. 1월 27일엔 히틀러가 새 계획을 만들라는 명령을 하여 "베저위붕"(Weserübung)이란 이름으로 새로 개발되었다. "베저위붕"작전은 2월 5일 만들기 시작했다.

### 알트마르크호 사건

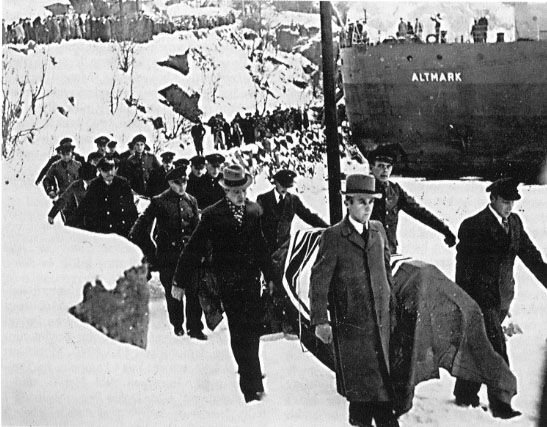
알트마르크호 사건 이후 해안에 독일인 시신을 매장하는 모습.

알트마르크호 사건은 1940년 2월 16일 밤 영국 해군 구축함 HMS 코사크가 노르웨이 영해에 진입해 예싱피오르(Jøssingfjord)에서 독일군 보조함 알트마르크호를 나포한 사건이다. 알트마르크호는 1940년 1월 남대서양에서 통상파괴작전을 시행하던 독일 장갑함 그라프쉬페의 함대 유조선으로 활동했다. 알트마르크호는 독일로 복귀하는 여정을 시작하며 그라프쉬페가 격침한 연합국 함선의 포로 299명을 싣었다. 알트마르크호는 트론헤임피오르 근처 노르웨이 영해를 항해하며 제국군기(Reichsdienstflagge)를 계양했다. 알트마르크호는 노르웨이 해안선을 끼며 남쪽으로 내려가면서 노르웨이 해군의 호위를 받았다. 2월 14일엔 베르겐 항구 근처까지 오면서 노르웨이 해군이 선박을 수색할 것을 요구했다. 국제법 상에서는 중립 수역을 통한 전쟁포로 이송을 금지하진 않았으나 독일 선장은 수색을 거부했다. 이 결정으로 베르겐의 해군 지휘관인 제독 카르스텐 탱크니엘슨은 알트마르크호를 전쟁으로 접근이 제한된 항구에 정박을 하지 못하게 했다. 하지만 탱크니엘슨의 결정을 상관인 해군 사령관 헨리 디에슨이 뒤집어 알트마르크호는 항구를 향해 호위를 받게 되었다. 노르웨이 중립법에 따라 전쟁당사국 정부가 운용하는 선박은 노르웨이에서 전략적으로 중요한 몇개 항구에 접근하는 것이 금지되었다. 디에슨 제독은 알트마르크호가 노르웨이 영해 끝자락에서 항해하면 영국군이 도중에 차단할까 우려하여 이같이 중립법을 위반하였다.
2월 16일, 영국군 항공기 3기가 알트마르크호를 포착했다. 함선의 위치가 밝혀지며 영국군은 경순양함 1척과 구축함 5척을 보내 인근 해역을 순찰하도록 했다. 영국군 구축함 2척(HMS 아이반호와 HMS 인터피드)이 알트마르크호를 공격하여 알트마르크호는 예싱피요르로 기수를 돌렸다. 이때 알트마르크호는 노르웨이 어뢰정 HNoMS 스카르브의 호위를 받고 있었다. 스카르브호는 나중에야 어뢰정 HNoMS 콀과 호위정 피레렌과 함께 피요르로 진입했다. 노르웨이 현지시각 22시 20분에 코사크호가 피요르로 진입하며 노르웨이 함선은 2월 16일 밤 영국군이 알트마르크호에 진입할 때에도 더 이상 간섭하지 않았다. 영국군은 알트마르크호를 나포하며 연합군 포로 299명을 해방시켰다. 영국군이 함선을 나포하는 과정에서 독일인 7명이 사망했다.
알트마르크호 사건 이후 독일은 노르웨이 정부에게 강하게 항의했다. 노르웨이도 영국 정부에게 사건에 대해 항의했다. 노르웨이, 스웨덴, 미국측 국제법 전문가들은 영국이 노르웨이의 중립을 침해한 행동이라 발표했지만, 영국 정부는 도덕적으로는 문제가 없다면서 명목상으로 중립이 침해된 것으로 보일 뿐이라고 말했다.
알트마르크호 사건으로 독일은 노르웨이 침공 계획에 탄력을 붙였다. 2월 21일 독일군 장군 니콜라우스 폰 팔켄호르스트는 지상군 사령부에 작전 지시 명령을 하달했다. 3월 1일엔 히틀러가 덴마크 및 노르웨이의 침공/점령안을 공식 승인하였다.

## 초기 계획

### 연합군의 계획
겨울 전쟁이 끝난 후 연합국은 노르웨이나 스웨덴에 대한 어떤 점령 작전도 득보다는 실이 많으며 중립국이 독일 편을 들게 만들 것이라 판단했다. 하지만 프랑스의 신임 총리인 폴 레노는 전 총리보다 더욱 공격적인 태도를 보이며 독일에 대항하여 어떠한 행동이든 취해야 한다고 주장했다. 처칠도 스웨덴을 독일 편에서 때네고 스칸디나비아 국가를 영국 편으로 만들기 위해 스칸디나비아에서 행동을 취해야 한다 주장했다. 이 계획은 1939년 해군으로 발트 해를 침투하러는 계획을 포함했다. 이 작전은 노르웨이 영해에 기뢰를 부설해 나르비크에서의 철광석 선적을 막고 독일이 노르웨이를 공격하게 만들어 영국 해군이 독일을 패배시킨다는 계획으로 바뀌었다.
처칠이 입안한 해군 기뢰 부설 계획인 윌프레드 작전을 활용하여 기뢰수역으로 만들어 수송선을 국제수역으로 다니게 해 영국 해군이 관여하여 통상파괴를 할 수 있도록 만드는 작전을 수행하기로 합의하였다. 이와 함께, 윌프레드 작전에 독일이 반발할 경우 R4 작전을 통해 연합군이 나르비크, 트론헤임, 베르겐, 스타방에르를 점령하기로 했다. 이 작전을 짰을 땐 노르웨이가 연합국에 무력으로 저항하지 않다고 생각하였다.
라인강에 기뢰를 부설하는 로얄 마린 작전에 대해선 연합국끼리 의견이 분분했다. 영국은 이 작전을 지지했으나, 프랑스는 독일의 보복작전 및 라인강에 대한 의존성으로 이 작전에 반대했다. 이 지연으로 윌프레드 작전은 원래 계획이었던 4월 5일에서 4월 8일까지 연기되었으며 그 동안 영국군이 대륙에서 별도로 작전을 수행하는 동안 노르웨이에서 작전을 수행하기로 하였다.

### 독일군의 계획

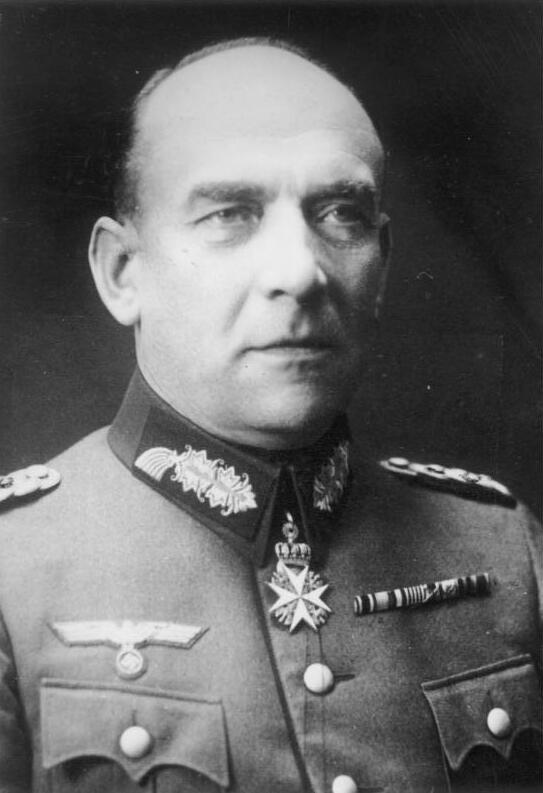
독일의 노르웨이 침공 및 점령 계획안을 수립한 독일 장군 니콜라우스 폰 팔켄호르스트.

낮은 우선순위 계획으로만 머물러 짜여져 있던 베저위붕 작전은 알트마르크호 사건 이후 주목받기 시작했다. 노르웨이 침공의 목표는 나르비크 항구를 확보하며 수송선단의 안전을 보장하고, 노르웨이가 연합국과 협력하러는 걸 차단하는 것이었다. 침공 명분은 노르웨이의 무장 중립 보호였다.
독일군 전략가들 사이에선 노르웨이 침공에 필요한 덴마크 점령에 관해 논쟁을 하였다. 덴마크는 제공권과 제해권을 장악하기에 매우 중요한 위치라 중요하게 평가되었다. 일부는 독일에게 압력을 가하는데 그치러 했지만, 결국 최종적으로는 덴마크를 무력 점령하는 것이 더 안전하다 평가되었다.
계획을 재작성하면서 생긴 또 다른 문제는 저지대 국가와 북프랑스를 침공하는 작전인 '황색 작전'(Fall Gelb)으로 이때문에 병력 운용 문제가 생겼다. 황색 작전과 베저위붕 작전 두 작전에 다 써야하는 병력이 생기면서 두 작전은 동시에 실행하지 못하고, 봄이 오며 밤이 점점 짧아지며 귀중한 해군력이 보호받지 못하는 시간이 길어지며 작전 가능 기한이 점점 짧아졌다. 결국 4월 2일엔 독이링 4월 9일을 침공 날짜(Wesertag)로 정하고 노르웨이 시각 기준 오전 4시 15분을 상륙 시각(Weserzeit)으로 정했다.
베저위붕 작전에선 노르웨이 내 가장 중요한 제1목표인 오슬로, 크리스티안산, 에게르순, 베르겐, 트론헤임, 나르비크 6곳에 수륙양용작전을 펼쳐 상륙하기로 하였다. 여기에 팔시름예거(공수부대)의 지원으로 오슬로 외곽 포르네부 비행장 및 스타방에르 외곽 솔라 비행장과 같은 주요 지역을 점령하기로 하였다. 작전에선 노르웨이 방어군을 빠르게 항복시킨 후 조직적 저항이 생기기 전에 주요 지역을 장악하기로 하였다. 각 군 배치는 다음과 같다.
- 그룹 1: 장군 에두아르트 디틀 지휘 하 산악엽병(Gebirgsjäger) 2,000명을 수송한 구축함 10척이 나르비크로 이동[20]
- 그룹 2: 중순양함 아드미랄 히퍼 및 구축함 4척이 트론헤임으로 이동
- 그룹 3: 경순양함 쾰른, 쾨니히스부르크 및 보조함 수척이 베르겐으로 이동
- 그룹 4: 경순양함 카를스루에 및 보조함 수척이 크리스티안산으로 이동
- 그룹 5: 중순양함 블뤼허, 뤼초프, 경순양함 엠덴 및 보조함 수척이 오슬로로 이동
- 그룹 6: 소해정 4척이 에게르순으로 이동.

여기에 전함 샤른호르스트와 그나이제나우가 동원되어 그룹 1과 그룹 2가 같은 항로로 가는 동안 호위 임무를 맡고 후속 보급 호송선단 호위를 맡기로 하였다.
덴마크 점령을 위해 기계화 연대 2부대가 주요 다리를 점령하고 공수부대가 동원되어 북부의 알보르그 비행장을 장악하기로 하였다. 또한 루프트바페 중전투기 부대가 덴마크 항공기를 지상곡격하여 파괴하기로 하였다. 해병 수개 부대도 대형함은 한척도 동원하지 않고, 소형함을 동원해 침공을 지원하기로 하였다. 또한 호송선단 없이 수송선에 병사를 싣어 코펜하겐의 덴마크군 최고사령부를 점령하기로 하였다.
독일군은 덴마크, 노르웨이 양국에서 군사 저항을 피할 수 있을 것이라 생각했고, 이때문에 독일군은 상대측에서 발포할 경우에만 발포하라는 명령을 받았다.

## 병력 동원

### 독일군
독일군은 7개 사단, 팔시름예거 1개 대대, 판처, 포병을 포함하여 총 10만명을 동원했다. 이 전역엔 독일 전쟁해군 주력함 대다수도 동원되었다. 독일 공군 제10 항공군단 산하 수송기 500기, 하인켈 He 111 폭격기 186기를 포함하여 항공기 1,000기도 노르웨이로 발진하였다.

### 노르웨이군 및 연합군
노르웨이군은 6개 보병사단 55,000명이 전쟁이 동원되었다. 연합군 파병군은 38,000명이다.

## 침공과 전개

### 해군의 이동

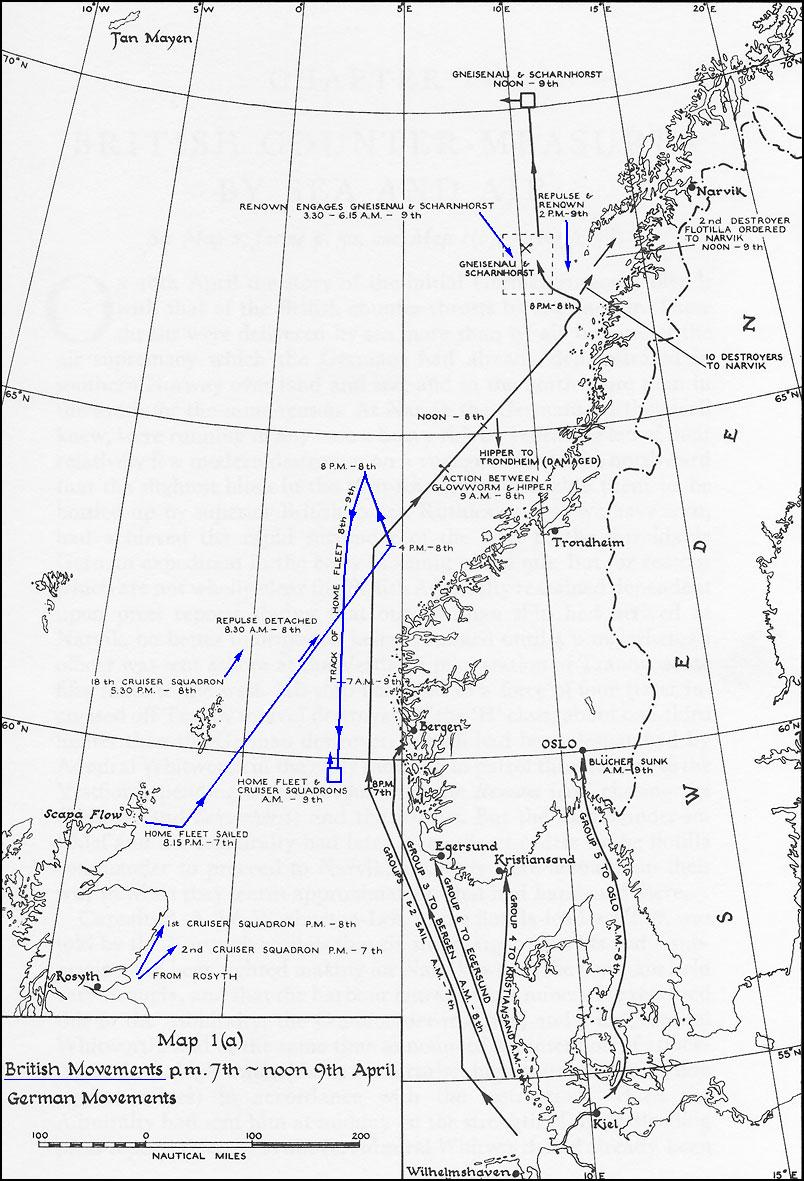
4월 7-9일 사이 독일 해군과 영국 해군의 이동을 표시한 지도.

독일군의 침공은 1940년 4월 3일 본군 진격에 앞서 호송보급선이 출발하며 시작되었다. 연합국은 처음에는 그 다음 날에 계획을 시행하기로 되어 있었으나, 연합국 잠수함 16척이 스카게라크 및 카테가트 해협으로 정찰하라는 명령을 받고 나가 다음날 윌리엄 위트워스 지휘 하의 HMS 리나운이 구축함 12척을 대동하여 스케파플로에서 베스트피오르덴으로 출항할 윌프레드 작전에 대한 독일군 반응에 조기대응 하기로 하였다.
4월 7일, 북해 해역에 짚은 안개가 끼고 바다가 거칠어지는 등 악천후가 시작되며 항해하기 매우 힘들어졌다. 리나운의 함대는 곧 거친 눈폭풍을 만나게 되었으며, 호위구축함 중 하나인 HMS 글로웜은 갑판에서 바다에 빠진 선원 한 명을 찾기 위해 함대에서 빠져 수색중이였다. 날씨는 독일군을 보이지 않게 도와주었으며, 이른 아침엔 제일 먼 거리를 항해해야 하는 1그룹과 2그룹이 출항했다.
악천후로 정찰이 매우 어려워졌지만, 오전 8시경 영국 공군 정찰대가 린데스네스 남쪽 170km 해상에서 2개 독일군 그룹을 발견했으며 순양함 1척과 구축함 6척이 있는 것으로 보인다고 보고했다. 독일 함선을 공격하기 위해 파견된 후행 폭격기 분대는 원래 지점에서 북쪽으로 125km 떨어진 지점에서 독일 함대를 발견하고 공격했다. 이 공격으로 독일군의 피해는 없었으나 영국군은 독일 함선이 순양전함 1척, 순양함 2척, 구축함 10척의 대부대라고 상향 판단하였다. 강력한 라디오 침묵 규제로 폭격기 분대는 17시 30분이 되어서까지 보고가 불가능했다.
독일군의 움직임을 분석한 영국 해군성은 독일군이 연합국의 해상 봉쇄를 뚫고 대서양의 무역로를 교란하기 위해 움직이는 것이라고 판단했다. 대함대의 총사령관인 제독 찰스 포브스는 지휘부에 이 같은 사실을 통보받고 20시 15분 독일 함대를 요격하기로 하였다.
상황의 진행 규모를 인지하지 못한 양 측은 계획대로 진행했다. '리나운'은 이날 밤 늦게 베스트피오르덴으로 구축함이 지뢰부설 임무를 하는 동안 길목 근처에서 위치를 지키고 있었다. 한편 독일은 침공군 나머지 전부를 발진했다. 양 측의 최초의 직접적 접촉은 다음날 아침 의도치 않게 일어났다.
리나운과 합류하기 위해 항해하던 글로웜은 4월 8일 오전 8시 경 짙은 안개 속에서 독일 구축함 Z11 베른드 폰 아르밈과 Z18 한스 뤼데만과 뒤에서 마주쳤다. 곧바로 전초전이 일어났고 독일 구축함은 도주하면서 도움을 청했다. 이 요청을 들은 아드미랄 히퍼는 곧바로 글로웜을 전투 불능 상태로 만들었다. 그런데 이 동안 글로웜이 아드미랄 히퍼에게 충각 공격을 가했다. 충각 공격으로 아드미랄 히퍼의 우현에 큰 피해를 입었으며 직후 글로웜은 일제사격으로 격침되었다. 전투 동안 글로웜은 라디오 침묵 규제를 깨고 해군에게 자신의 상황에 대해 전파했다. 함선은 무선 전송을 다 할 수 없었고 영국 해군성이 알고 있었던 정보는 글로웜이 대형 독일군 군함과 마주쳐 발포하였고 다시는 구축함 함대에 귀환하지 못했다는 것 뿐이었다. 이에 해군성은 리나운과 호위구축함 1척(다른 2척은 연료 보급을 위해 원항으로 귀환하였다)만 데리고 베스트피오르덴에서의 작전을 포기하고 글로웜의 마지막 보고 위치로 이동하라고 명령했다. 10시 45분, 기뢰를 부설하던 남은 구축함 8척도 합류 명령을 받고 출발했다.
4월 8일 아침, 폴란드 잠수함 ORP 오제우가 노르웨이 남부 항구인 릴레산 해역에서 독일군 수송선 MS 리우데자네이루와 접촉하고 격침했다. 격침한 잔해들에서 독일군 병사들과 여러 군용품 유해들이 발견되었다. 잠수함 오제우는 해군성에 이 사건을 보고했으나 해군성은 글로웜에 일어난 상황에만 신경을 써 독일군의 이러한 격침 상황은 전혀 전달되지 않았다. 격침된 수송선의 독일군 대부분은 노르웨이의 어선과 구축함 HNoMS 오딘에게 구출되었다. 노르웨이의 심문에서 생존자들은 베르겐을 연합국으로부터 보호하기 위해 출병했다고 답했다. 이 정보는 오슬로의 노르웨이 의회로 전해졌으나 노르웨이 연안의 영국 해군 기뢰 부설 작전에 산만해진 노르웨이는 이 정보가 역시 무시되었다.
오후 2시, 영국 해군성은 공중 정찰 결과 트론헤임 서북서쪽에서 서쪽 방향으로 상당한 거리를 두고 독일 함선대들이 이동하고 있다는 보고를 받았다. 이 보고를 듣고 해군성은 독일 해군이 실제로 대서양 돌파를 하고 있다는 추측을 합리화시켜 대함대가 방향을 북동쪽에서 북서쪽으로 바꿔 이를 막고자 했다. 또한 처칠 장관은 R4 계획의 발동을 취소시키고 병사와 보급품을 싣고 있던 순양함 4척에게 모든 화물을 내린 후 대함대로 편입하라고 명령했다. 하지만 이때 독일군의 그룹2는 지정된 시각에 트론헤임에 도착하기 위해 선회 시각을 살짝 늦춰 노르웨이 해안으로 향하고 있었다.
이날 밤이 되어도 노르웨이 남부에 수많은 선박이 있는 것을 전해들은 찰스 포브스는 대서양 탈출이라는 생각을 접고선 대함대를 남쪽의 스카게라크 해협으로 이동하라고 명령했다. 또한 순양전함 HMS 리펄스 및 순양함 수척, 구축함 수척을 동반한 함대에게 북쪽으로 향해 리나운 함대와 합류하라고 명령했다.
23시경 포보스가 잠수함 오제우에게 있었던 일을 보고받은 그 때 독일군 그룹5가 오슬로피오르 입구에서 노르웨이 해군 순찰정 HNoMS 폴 3세와 마주쳤다. 순찰정은 즉시 레우외위섬(Rauøy) 연안포에게 경보를 울리고 순찰정이 가진 하나뿐인 포로 어뢰정 알바트로스에게 충돌 직전 사격하였다. 어뢰정 알바르토스 및 같이 다닌 함대 중 2척이 방공포로 대응사격하여 순찰정의 함장이 사망하고 함정에 불이 붙었다. 그룹5는 계속에서 오슬로피오르 내로 진입하였고 별다른 사고 없이 외부 포대를 무력화했다. 독일 소형 선박 일부는 호르텐 연안을 따라 요새화된 곳을 우회하는 지역을 점령하라는 명령을 받아 시행하던 도중 고장이 났다.
이러한 교전 소식은 제대로 알려지지 않았으며 이 소식이 오슬로에 닿을 때엔 뉘고르스볼 내각이 한밤중에 내각회의를 하고 있던 시점이었다. 내각회의에서 노르웨이 육군 6개 사단 중 4개 사단을 동원하라는 동원령 명령이 떨어졌다. 내각 장관들은 내각이 명령한 부분 동원령은이미 제정된 법에 따라 비밀리에 공개적 선언 없이 수행할 수 있다는 것을 이해하지 못했다. 각 부대는 우편으로 동원령을 하달받았다. 동원령 규정에 대해 유일하게 제대로 알고 있었던 노르웨이 국방장관 비르예르 리웅베르그는 다른 내각 장관들을 이해시키지 못했다. 국방장관은 나중에 동원령에 불필요한 지체를 심각하게 일으킨 감시로 비판을 받게 된다. 리웅베르그 장관은 내각회의 중 참모총장 라스무스 하트레달의 즉각적인 총동원령을 내려달라는 요구를 계속해서 거절했다. 이미 하트레달 참모총장은 4월 5, 6, 8일 여러번 국방장관과 접견하여 내각에 총동원령을 내리라고 요구했었다. 총동원령 문제는 4월 8일 밤에 논의되었으나 노르웨이군 총사령관인 크리스티안 로케도 동원령을 요구한 후에도 결국 기각되었다. 당시 동원령은 외스트폴주의 2개 야전대대로 제한되었으며 추가적인 대규모 병력 파견도 지연되었다. 4월 9일 오전 3시 30분에서 4시 사이에야 로케의 동원 요청이 최종적으로 받아들여질 때, 총사령관은 국방장관을 비롯한 내각 구성원들이 부분적으로 조용히 동원령을 내린 것이라고 생각하고 있었다. 노르웨이 군부와 정부 부처간 상호 소통이 제대로 되지 않아 독일 침공 초기에 노르웨이는 심각한 혼란상을 겪었다.
한편 이 무렵 더 북쪽에서는 리나운 함대가 글로웜이 마지막으로 있었던 것으로 알려진 위치에 도착한 후 아무것도 찾지 못한 채 베스트피오르덴으로 돌아가고 있었다. 바다가 매우 거칠어 배 방향이 정상보다 더 북쪽을 향해가고 있었고 리나운은 함대의 구축함들이랑 떨어져 버려 그나이제나우와 샤른호르스트 전함과 만났을 땐 혼자서밖에 상대할 수 없었다. 리나운은 로포텐 제도 인근에서 전함 2척과 근접하였다. 이후 짧게 벌어진 해전에서 독일 함선에게 포 몇 방을 맞춰 독일군은 북쪽으로 도망쳤다. 리나운은 독일 함대를 추적하러 했으나 더 빠른 속도로 전함들이 멀어져버려 더는 추적하지 못했다.

### 베저위붕 작전

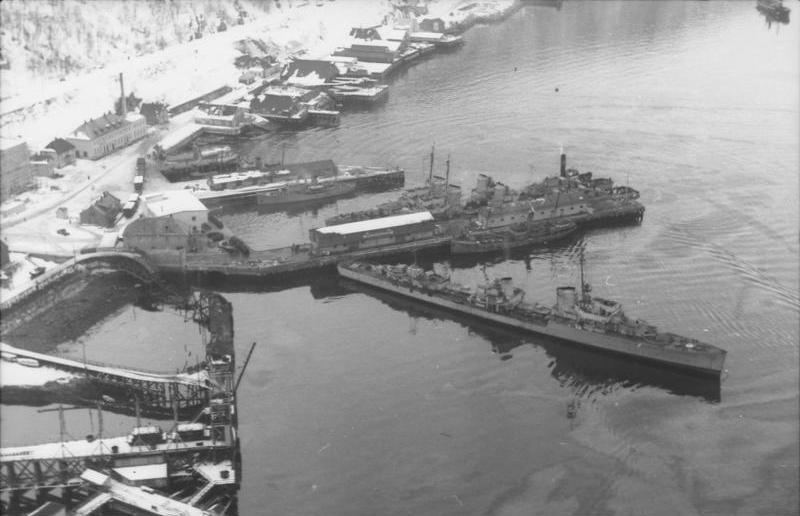
전략적 항구를 점령한 이후 나르비크로 정박하는 독일 구축함.

나르비크로 향하는 길목인 오포피오르에서 그룹 1의 독일군 구축함 10척이 항구로 접근하였다. 리나운을 위시한 함대는 이미 글로웜 함선 사건을 조사하기 위해 외해로 나가있었기 때문에 이 시점에서 나르비크 근처에 있던 영국 해군은 없었으며 독일군은 방해 없이 항구로 진입했다. 나르비크 근처 내해로 독일군이 진입한 시점에서 구축함 대부분은 오포피오르 외곽의 해안포를 장악하기 위해 함대에서 벗어나 있었으며 구축함 단 3척만이 남아 나르비크 항구를 지키고 있는 오래된 노르웨이군 해방전함 HNoMS 에이드스볼드와 HNoMS 노르게 2척과 교전해야 했다. 노르웨이 해군은 구식이긴 했으나 훨씬 약하고 덜 무장된 독일군 구축함과 교전하며 잘 버틸 수 있었다. 에이드스볼드의 함장 오드 이소크센 빌로크와 짧은 교섭 이후, 독일 함선은 노르웨이군에게 선제 공격을 가하여 3방의 어뢰로 침몰시켰다. 노르게는 곧바로 전투에 뛰어들어 구축함에게 반격하였으나 노르웨이군이 교전 경험이 없어 독일군을 제대로 맞추질 못하고 독일 구축함이 발사한 어뢰에 역시 같이 침몰하였다.
노르웨이 전함 에이드스볼드, 노르게 2척이 침몰한 후 나르비크의 지휘관이었던 콘라드 순로는 전투 없이 지상군이 항복하였다.

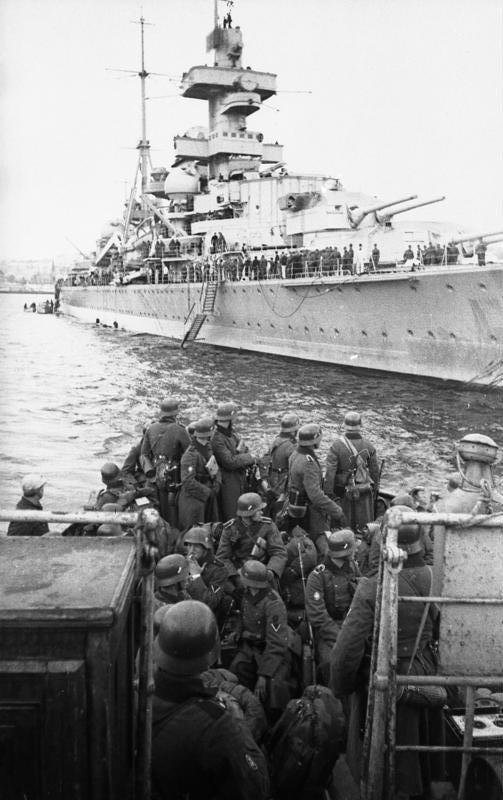
트론헤임 항구에 병력과 함께 상륙하는 아드미랄 히퍼 전함.

트론헤임에서는 그룹 2 함대가 약간의 미미한 저항을 받은 후 곧바로 상륙하였다. 트론헤임피오르에서 아드미랄 히퍼가 연안포와 교전하는 동안 같은 함대의 구축함은 일치감치 46km/h의 속도로 이를 무시하고 넘어갔다. 아드미랄 히퍼가 발포한 포탄은 연안 방어군의 서치라이트용 발전기를 파괴하여 연안 방어대의 방어가 급격하게 무너졌다. 이후 상륙 과정에서도 구축함 단 한 척만 공격을 받았다.

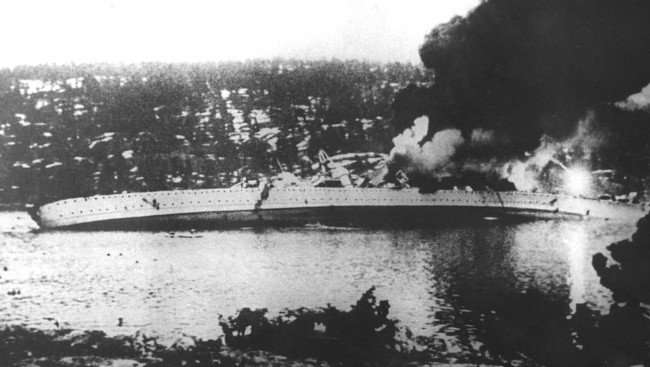
오슬로피오르에서 포탄에 맞고 굉침된 독일 순양함 블뤼허.

베르겐에서는 그룹 3이 다가오자 다른 지역보다는 더 격렬하게 저항했고 이 과정에서 경순양함 쾨니히스베르크와 브렘스는 배 구조에 심각한 손상을 입었다. 다만 서치라이트가 부족하여 포의 효율이 줄어들었고, 이 덕분에 상륙함들은 저항 없이 항구 접안에 성공했다. 이후 루프트바페가 도착하자 방어군이 항복했다.
크리스티안산의 요새는 좀 더 치열하게 저항해서 2차례의 상륙전을 저지하고 순양함 카를스루헤를 유인시킨 후 큰 피해를 입혔다. 노르웨이군은 영국군과 프랑스군 선박에 대해서는 발포하지 마라는 명령을 받았으나 독일군 선박이 호르텐에서 탈취한 노르웨이 코드를 이용하기 시작하자 혼란에 빠졌다. 독일군은 곧바로 항구에 저항 없이 도착하여 상륙한 후 오전 11시까지 마을을 장악하였다.
그룹 4 대부분은 크리스티안산 전투에 동원되었으나 고속정 그리프는 아무런 저항 없이 아렌달을 점령하였다. 아렌달에서는 영국으로 향하는 해저 케이블을 장악하는 것이 주 목표였다.
그룹 5는 오슬로피오르 안쪽에 있는 내해 방어 요새인 드뢰바크에서 격렬한 저항을 맞았다. 그룹의 선두 함선이었던 독일 순양함 블뤼허는 피오르 바깥쪽에 있었던 다른 요새들과 같이 깜짝 놀라 대응하지 못할 것이라고 생각하고 그대로 해협 안으로 들어갔다. 하지만 순양함이 오스카르스보르크 요새 앞의 포격진지에 오자 수많은 포화를 받았다. 몇분만에 순양함 블뤼허는 파손된 채로 심한 화재가 일어났다. 피해를 입은 순양함은 결국 지상의 어뢰발사관에서 발사된 40년 된 어뢰 일제사격으로 침몰하였다. 순양함 블뤼허는 노르웨이 점령 이후 행정을 맡을 여러 행정병과 오슬로 점령을 위한 육군 본부세력 인원을 싣고 있었다. 공격으로 같이 피해를 입은 순양함 뤼초프는 블뤼허가 기뢰밭에 들어가 피해를 입은 것이라 생각하고 그룹 5를 후퇴시켜 19km 남쪽에 있는 손으로 후퇴해 병력을 상륙시켰다. 이 거리로 독일 육군 병력이 오슬로까지 침공하는 데 24시간이 걸렸으나, 블뤼허가 침몰한지 12시간도 되지 않아 포르네부 공항으로 들어 온 병력으로 오슬로가 함락된다.

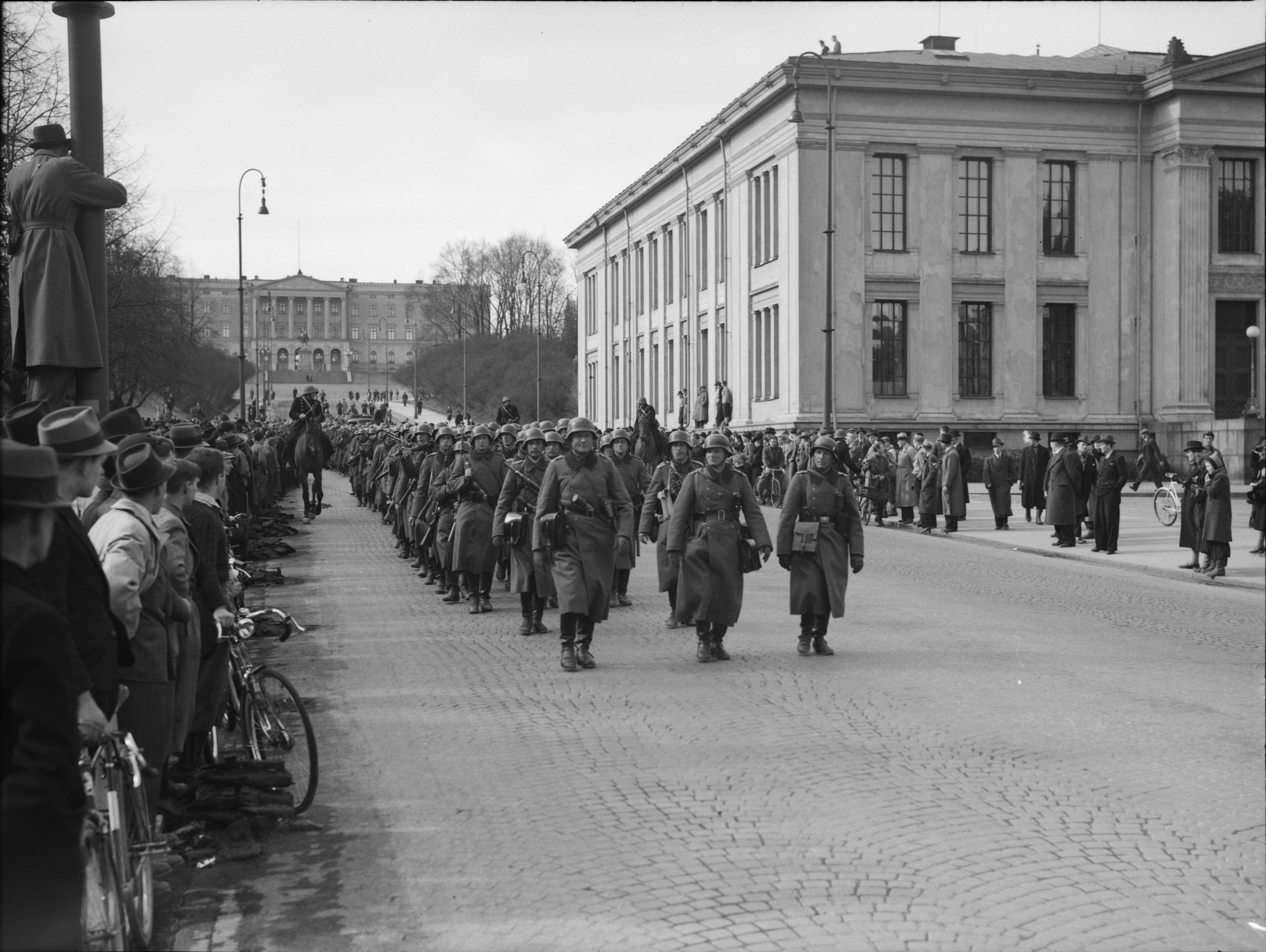
침공 첫 날, 오슬로로 진군하는 독일군.

노르웨이군이 번 시간으로 노르웨이 왕가와 내각은 국고를 전부 들고 수도 오슬로에서 도피하여 항전하겠다고 선언했다.
포르네부 공항은 원래 독일군 병력이 착륙하기 1시간 전에 공수사단이 미리 장악하고 있기로 하였으나, 첫 공수병력은 안개 속에서 길을 잃고 공항을 점령하지 못했다. 하지만 이에도 비행장은 방어 병력이 없어 착륙한 독일군이 곧바로 공항을 점령했다. 포르네부 공항의 노르웨이 육군항공대 야예빈옌(Jagevingen) 병사들은 글로스터 글래디에이터 복엽기에 저항하였으나 곧 탄약이 동나고 또 다른 비행장이 접수당하는 등의 어려움에 빠졌다. 항공편대의 지상요원도 곧이어 대공포 탄약이 떨어지자 항공대는 혼란에 빠져 전투기 발진준비에만 집중해 지상요원에게 나눠줄 소화기 탄약을 분배할 생각을 하지 못했다. 포르네부 공항이 저항을 멈췄을 땐 독일군은 Ju 52 1기가 격추되는 피해만 입었다. 노르웨이는 제대로 된 반격 시도를 하지 못했고 아무런 결과도 얻지 못한 채 무너졌다. 이를 알게 된 오슬로는 곧이어 무방비 도시를 선언했으며 결국은 완전 항복했다.
그룹 6은 에게르순과 스타방에르에 공수부대를 투입했으나 별다른 저항은 없었고 곧바로 도시가 함락되었다.

#### 덴마크 점령

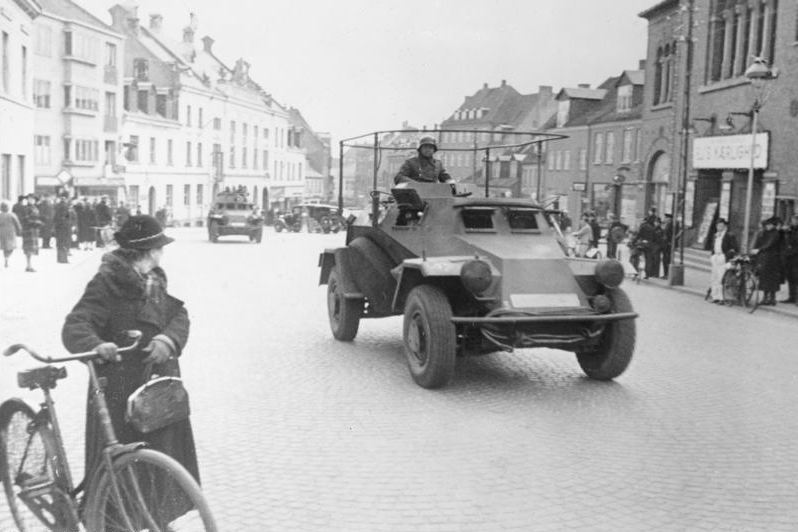
덴마크 마을을 질주하는 독일군 장갑차.

독일군의 노르웨이 침공 계획은 공군력에 크게 의존했다. 노르웨이와 덴마크 사이 스카게라크 해협을 안전하게 확보하기 위해 덴마크의 공군 기지가 필요했다. 해협의 안전을 확보하면 영국 해군이 독일군의 주요 보급선에 위협을 가하는 걸 막을 수 있었다. 이 점에서 독일군 사령부는 덴마크 점령이 필수적이라고 결론내렸다. 이를 위해선 올보르 공항을 장악하는 것이 가장 중요했다.
독일 국방군은 4월 9일 오전 5시 15분 경 덴마크 국경을 침범하였다. 이와 함께 독일군은 덴마크의 수도인 코펜하겐의 랑엘리니 부두에 상륙하기 시작하며 도시를 점령하기 시작했다. 또한 낙하산병을 동원하여 올보르 공항을 장악했다. 침공과 동시에 독일 대사는 덴마크의 국왕인 크리스티안 10세에게 최후통첩을 제시했다. 덴마크군은 소규모에 준비도 되어 있지 않았고 무기마저 구식이었지만 나라 곳곳에서 저항을 이어나갔다. 특히 코펜하겐 아말리엔보르성의 왕궁 방위대와 쇠네르윌란 주 하데르슬레우 부근의 부대가 가장 격렬하게 저항했다. 오전 6시엔 덴마크 왕립공군의 소부대가 완전히 격파되었고 독일군은 하인켈 He 111 폭격기 28기가 코펜하겐을 폭격하겠다고 위협했다. 크리스티안산 왕은 덴마크 총리인 토르발 스타우닝, 외무부 장관 페테르 로셰구네 뭉크, 육군 및 해군 사령관과 회의를 한 후 더 이상의 저항은 무고한 덴마크 국민의 희생만 늘어날 것이라고 판단하여 저항을 중단하기로 결정했다. 오전 8시 43분 덴마크는 항복하였다. 덴마크 국민은 하루 사이에 완전히 독일에게 점령당한 것에 놀랐으며, 덴마크 정부는 이제부터 독일 정부의 지시에 따라야만 했다. 독일의 덴마크 점령은 1945년 5월 5일까지 이어졌다.
4월 8일, 해운회사 A.P. 몰러-머스크 그룹의 사장인 아르놀드 페테르 묄레르는 점령 지역에서 가능한 한 연합국 또는 중립국 항만으로 이동하라고 지시함에 따라 덴마크 상선 대부분은 독일군에게서 피할 수 있었다.
독일군의 침공을 막기 위한 선제 조치로 영국은 1940년 4월 12일 페로 제도를 점령하고 덴마크의 암트(군 단위의 행정구역)으로 편입했다. 전쟁 기간 동안 페로 제도는 덴마크 군 총독과 페로 제도 의회가 통치하였다.

### 연합국의 반응
직후 독일군이 트론헤임, 베르겐, 스타방에르에 상륙했으며 오슬로피오르를 급습했다는 소식이 알려졌다. 두 독일 전함의 위치를 알 수 없어 진형이 너무 얉게 퍼지는 것을 막기 위해 영국 대함대는 베르겐 부근에 병력을 집중하기로 결정하고 함대를 보냈다. 하지만 영국 공군의 정찰 결과 생각보다 독일군이 강력한 것으로 판단되고 독일군이 해안 방어선을 통제하고 있을 가능성을 고려하여 영국 함대를 거둬들이고 대신 항공모함 HMS 푸리어스로 적의 함선을 향해 어뢰폭격기를 발진시켰다. 하지만 이 공격은 실시되지 않았고 역으로 루프트바페가 영국 대함대를 공격하면서 전투가 시작되었다. 독일군의 공격으로 구축함 HMS 구르카가 침몰하고 대공 능력이 매우 약한 것이 드러나면서 대함대는 북쪽으로 후퇴했다. 독일군이 제공권을 강력하게 쥐고 있다 판단한 영국은 남부 지역을 잠수함과 영국 공군에게 맡기고 수상함을 북쪽에 집중시키기로 결정했다.
독일군이 남부, 중부 노르웨이에 상륙한 것과 더불어 영국 해군성은 나르비크에 독일 구축함 1척도 정박했다는 소식을 들었다. 이에 대응하여 영국군은 윌프레드 작전 당시 호위함대의 구축함으로 이뤄진 제2구축함대에게 발진하라 명령했다. 함장 버나드 워버튼리가 지휘하는 함대는 샤른호르스트와 그나이제나우가 HMS 리나운를 쫓아 멀어지는 동안 베스트피오르로 가 지키라는 명령을 내렸다. 4월 9일 16시 함대는 나르비크에서 서쪽으로 80km 떨어져 있는 트라뇌위로 장교를 파견하였으며 현지인들에게 독일군이 구축함 4-6척과 잠수함 1척이 있다는 정보를 얻었다. 워버튼리 함장은 정찰 결과를 해군성에 보고했으며 덧붙여 공격 효과를 높이고 기뢰도 피하기 위해 다음날 새벽 밀물 시기에 급습하겠다고 결론내렸다. 함장의 결정은 해군성에서 전보를 통해 허가를 받았다.

#### 1차 나르비크 해전
원래는 나르비크에 독일군 구축함 10척이 있었으나, 3척은 북쪽으로, 2척은 서쪽으로 이동해 부두에는 5척만 남아 있었다. 이른 아침 워버튼리 함장은 주력함 HMS 하디와 구축함 4척을 대동하여 오포트피오르 내로 진입했다. 오전 4시 30분 경엔 HMS 헌터, HMS 하버크와 워버튼리 함대가 나르비크 항구에 도착했으며 HMS 홋스퍼와 HMS 호스틸은 항구 입구를 지키고 해안포를 관측하였다. 당시엔 안개가 짙게 끼고 눈이 내려 워버튼리 함대가 발각되지 않은 채 들어올 수 있었다. 워버튼리 함대가 항구에 도착하고 독일 구축함 5척을 보자 즉시 사격을 개시하여 제1차 나르비크 해전이 시작되었다. 워버튼리의 함선은 적선 3척을 뚫고 지나갔으며 이후 홋스퍼와 호스틸 구축함의 합류로 독일군 구축함 2척이 침몰하고 1척이 무력화되었으며 유조선 및 보급함 6척이 침몰하였다. 독일 함대의 지휘관이었던 프리드리히 본테는 기함인 독일 구축함 Z21 빌헬름 하이트캄프가 침몰할 때 같이 사망하였다.
하지만 워버튼리 함장은 독일 구축함을 마지막으로 공격할 것을 결정할 때 치명적인 실수를 저질렀다. 북쪽과 서쪽에 있던 독일군 구축함들은 오전 6시 경 영국은 최종 공격을 준비하고 있던 시점에 공격을 가했다. 구축함 하디는 심각한 피해를 입고 해변에 좌초하였으며 워버튼리 함장이 사망하였다. 헌터와 홋스퍼도 심각한 손상을 입었으며 홋스퍼는 침몰하는 헌터 구축함에 충돌하였다. 한편 호스틸과 하버크는 앞서나갔으나 홋스퍼의 퇴각을 돕기 위해 다시 돌아왔다. 당시 독일 구축함들의 탄약과 연료가 거의 다 떨어졌기 때문에 호스틸과 하버크는 홋스퍼의 퇴각을 도우러 갈 수 있었다.

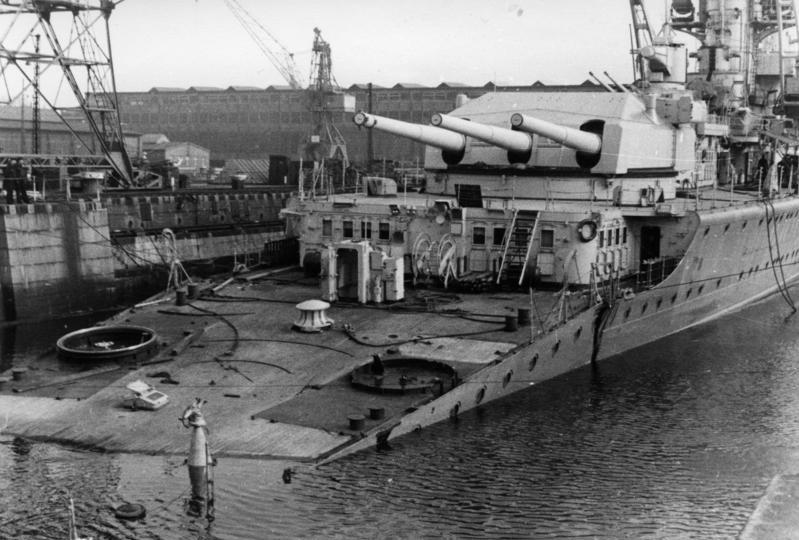
노르웨이에서 영국 잠수함 HMS 스피어피쉬의 어뢰 공격으로 심각한 손상을 입은 후 킬 항구로 끌려온 뤼초프.

#### 2차 나르비크 해전
1차 나르비크 해전 직후 영국군의 공격으로 독일군 구축함 2척이 더 침몰하였다. 4월 9일에서 10일로 넘어가는 밤, 영국군 잠수함 HMS 트루안트가 크리스티안산에서 발진하는 독일군 경순양함 카를스루에를 관측하고 어뢰로 침몰시켰다. 4월 10일에는 영국 해군항공대가 오크니 제도의 RNAS 핫스턴 기지에서 노르웨이 베르겐의 항구를 향해 장거리 폭격을 실시했다. 이 폭격으로 무력화된 독일 경순양함 쾨니히스베르크가 침몰하면서 항공기에게 침몰당한 최초의 주력함으로 기록되었다.
4월 10일에는 영국군 전함 푸리어스와 HMS 워스파이트가 대함대에 합류하였으며 트론헤임에 정박한 아드미랄 히퍼를 격침하기 위해 추가 폭격이 이루어졌다. 하지만 아드미랄 히퍼는 그전에 먼저 관측을 위해 항구 밖으로 나가 있었으며 폭격이 시작될 때에는 독일로 돌아가던 중이었다. 폭격으로 피해를 입은 독일군 구축함이나 보조함, 유조선은 없었다. 남쪽에선 또 다른 일이 일어났는데 4월 11일 자정 경 영국군 잠수함 HMS 스피어피쉬가 독일 순양함 뤼초프에게 어뢰 공격으로 심각한 피해를 입어 뤼초프는 1년 가까이 임무에서 제외되었다.
독일 함대가 노르웨이 해역에서 빠져나가는 것이 보이자, 영국 대함대는 남은 구축함을 침몰시키기 위해 북쪽인 나르비크로 향했다. 하지만 이를 가던 함대는 독일 폭격기의 지속적인 공격으로 해안선에서 멀어져 좀 더 서쪽으로 항해했다. 4월 12일부터는 나르비크가 공격 범위 안에 들면서 푸리어스에서 나르비크로 항공 공격이 시작되었으나 그다지 성과는 없었다. 이에 위트워스가 지휘하는 전함 워스파이트와 강력한 호송함대를 보내기로 했다.

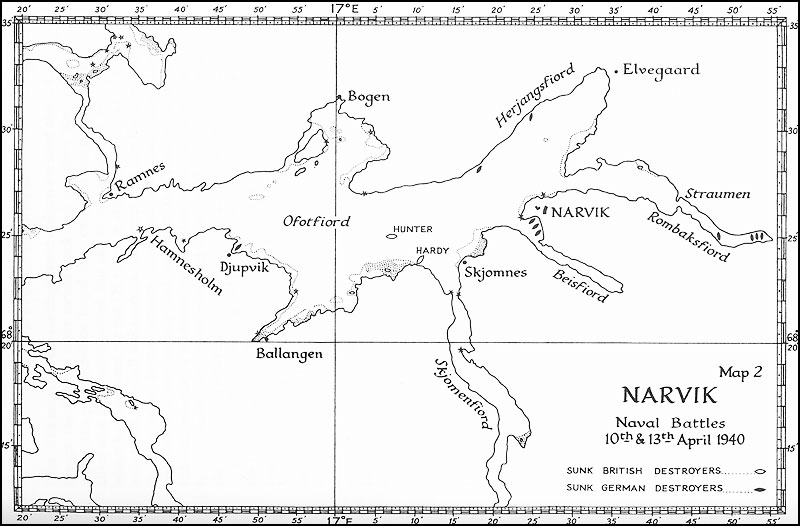
4월 10일에서 13일 사이 나르비크에서 있었던 영국군과 독일군 간 해전 교전 지도.

4월 13일 아침, 위트워스 함장은 워스파이트의 정찰기를 통해 베스트피오르를 관측하였다. 정박해 있던 독일군 구축함 2척을 찾았으며 정찰기가 처음으로 적 잠수함도 침몰시켰다. 워스파이트 함대의 구축함은 전함보다 5 km 먼저 앞서 나가 진격하다 앞에 있던 독일군의 반격을 받았고 제2차 나르비크 해전이 시작되었다. 양 쪽 모두 큰 피해를 입진 않았지만 독일군 함선은 탄약이 부족하여 점차 항구 쪽으로 밀려났다. 오후 들어서는 구축함 대부분이 롬박스피오르로 후퇴하였으나 독일 구축함 Z19 헤르만 퀴네는 헤리앙스피오르로 후퇴하던 도중 구축함 HMS 에스키모의 공격을 받고 손상을 입었다. 영국군 구축함 4척이 독일 함대를 추적해 롬박스피오르로 향했으나 HMS 에스키모는 독일 구축함의 공격으로 피해를 입었다. 하지만 독일군은 연료와 탄약이 매우 부족했고 불리한 상황에 놓여 나머지 영국군 함선이 도착하자 독일군 선원들은 배를 버리고 자침하였다. 오후 6시 30분 경에는 영국군이 독일군을 완전히 일소하고 피오르에서 빠져나왔다.

## 노르웨이의 상황
독일군의 동시다발적 공격과 노르웨이군의 무장을 해제한다는 침공 목표는 거의 다 이뤄졌는데, 이는 노르웨이 정부가 부분 동원령만 발동하면서 군 병력이 매우 없었던 것도 한몫했다. 하지만 연합국에게만 상황이 완전히 나쁜 것은 아니라, 그룹 5가 오슬로피오르에서 극심한 반격으로 후퇴해 번 시간으로 노르웨이 정부와 왕가는 오슬로에서 하마르로 피난을 갔다. 정부가 피난을 가버리자 비드쿤 크비슬링은 라디오 방송국을 장악하여 쿠데타를 선포하였고 새 노르웨이의 총리로 취임하였다. 크비슬링의 쿠데타와 그의 새 내각 목록은 오후 7시 32분 발표되었다. 크비슬링 내각은 4월 15일 노르웨이 최고 법원이 점령 노르웨이 지역의 민간행정을 지휘할 행정위원회를 임명하고 크비슬링이 사임하면서 해체되었다.

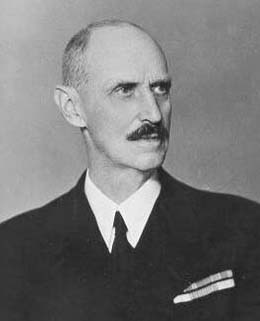
독일군은 호콘 7세를 체포하거나 죽이러 시도했다. 호콘 7세는 독일군의 항복 교섭을 받아들이지 않았으며 노르웨이 정부가 항복을 선택할 경우 자신은 왕위를 포기할 것이라고 말했다.

4월 9일 저녁엔 노르웨이 정부가 하마르도 위험하다고 판단하고 엘베룸으로 다시 피난갔다. 독일의 모든 요구를 거부하였으며 노르웨이 의원들이 엘베룸 수권법을 통과시켜 평시 상황에서 다음 의회를 수립할 수 있을 때까지 내각에 광범위한 국가의사결정 권한을 주었다. 그러나 상황이 점점 악화되자 내각 구성원들은 독일과 교섭을 이어가야 하는데 동의하며 다음 날 예정된 독일과의 협상에 나가기로 했다. 노르웨이 보병 장군총감인 대령 오토 루게는 오슬로에서 북쪽으로 약 110 km 정도 떨어진 미츠코겐 지역에 바리케이드 등 장애물을 설치했다. 얼마 지나지 않아 독일 대사관 항공군사주재관 에베르하르트 슈필러가 이끄는 독일군 분견대가 호콘 7세를 생포하기 위해 노르웨이군을 공격했다. 수 시간의 교전 끝에 독일군 지휘관 슈필러가 심각한 부상을 입으면서 독일군은 후퇴하였다. 4월 10일에는 호콘 7세가 이끄는 노르웨이 대표단이 크비슬링 내각을 노르웨이 새 정부로 인정하라는 독일의 요구를 거부하면서 노르웨이와 독일 간 최후 협상이 결렬되었다. 같은 날 독일군이 점령한 오슬로에서는 영국군 폭격기가 오슬로를 폭격 할 수도 있다는 루머가 퍼지면서 공황 상태에 빠졌다. "공황의 날" 당시 오슬로 시민 대부분은 외곽 시골로 피난가 도주했으며 같은 날 저녁에서 다음 날이 되어야 하나 둘 씩 돌아왔다. 에게르순과 같이 독일군이 점령한 해안 도시에서 비슷한 소문이 퍼지며 다들 공황에 빠졌다. 이 소문을 누가 처음 퍼뜨렸는지는 아직까지 밝혀지지 않았다.

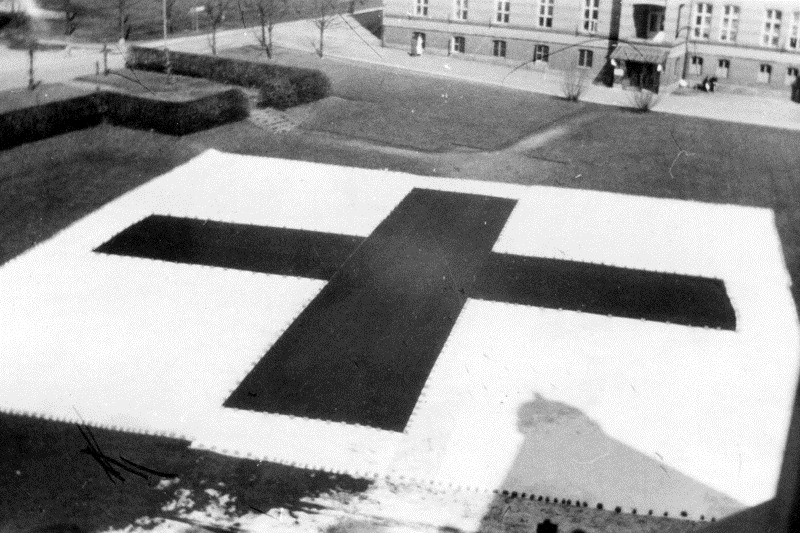
1940년 4월 10일, 울레볼 오슬로 대학병원에 걸린 대형 적십자기.

노르웨이-독일 간의 최종 협상이 결렬된 다음날인 4월 11일엔 독일 폭격기 19기가 엘베룸을 폭격했다. 2시간 가량의 폭격으로 마을 중심지가 폐허가 되었고 41명이 사망했다. 같은 날엔 루프트바페 폭격기 11기가 노르웨이 대공과 내각을 섬멸할 목적으로 뉘베르순도 폭격하였다.
노르웨이 내각은 오슬로를 떠나 피난가기 직전 4월 10일 오토 루게를 소장으로 승진시키고 노르웨이군 총사령관으로 임명하여 독일군의 침공에 맞서 싸우도록 지시했다. 루게는 65세의 노르웨이군 총사령관인 장군 크리스티안 로케의 후임으로 들어왔는데, 로케 장군은 독일 침공 초기 수동적으로 행동했다는 비판을 받고 경질되었다. 노르웨이 내각은 로케 장군이 패배주의에 빠져있다고 생각했다. 루게 장군이 노르웨이군에게 독일의 진격을 막으라는 명령이 내려지면서 노르웨이군의 입장이 확실해졌다. 하지만 독일군이 노르웨이의 주요 대도시, 항구, 비행장을 통제하고 있었으며 대부분의 무기와 통신시설도 장악했기 때문에 독일군을 완전히 내쫓는 건 불가능했다. 루게는 마지막 찬스는 시간을 버는 것 뿐이라고 생각하며 영국과 프랑스의 지원군이 도착할 때까지 독일군을 최대한 지연시키고 막아내기로 결정하였다.
4월 11일엔 오슬로에서 증원군이 도착한 후 팔켄호르스트 장군이 다시 진격을 시작했다. 작전 목표는 뿔뿔히 흩어져 있는 독일군을 노르웨이군의 동원이 끝나거나 연합군의 증원이 끝나기 전에 한데 모아 연결시키는 것이었다. 팔켄호르스트의 첫 작전은 오슬로피오르 지역을 완전히 확보한 후 제196보병사단과 제163보병사단을 이용하여 트론헤임의 부대와 연결하도록 진격하는 것이었다.

## 지상 전역
영국군에게 독일 침공의 목적이 분명히 드러나자 영국군은 반격을 준비하였다. 영국군 내에서는 오토 루게와의 협의 후 중부 노르웨이의 트론헤임에 상륙해야 한다고 주장했지만 처칠은 나르비크를 되찾아야 한다고 강력하게 주장했다. 타협으로 양 쪽 모두에 군대를 투입하기로 결정하였다. 제독 윌리엄 보일이 작전 기간 연합군의 지휘권을 가졌다.

### 동부 노르웨이 전역

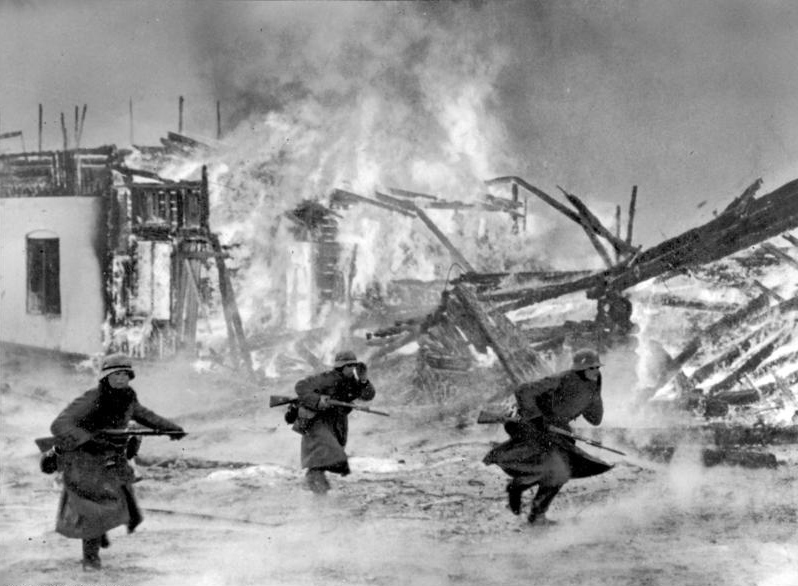
불타는 노르웨이 마을을 지나 공격하는 독일군.

4월 10일 루게가 총사령관으로 임명된 후 노르웨이는 독일군이 북쪽으로 진격하여 트론헤임의 부대와 이어지는 것을 최대한 막고 지연시키는 전략을 선택했다. 동부 노르웨이에서는 노르웨이군이 연합국이 트론헤임을 장악할 수 있도록 충분한 시간을 벌기 위해 오슬로의 독일 주력군에 대해 반격을 시작했다. 오슬로피오르 주변 지역의 방어는 소장 카를 요한 에리크센이 지휘하는 제1사단이 맡고 있었다. 동부 노르웨이 나머지 지역은 소장 야콥 빈덴 헤우가 지휘하는 제2사단이 맡고 있었다. 독일의 침공으로 질서정연한 동원령이 불가능해지자 노르웨이군 부대들은 따로따로 즉흥적으로 독일군에 대항하였다. 독일의 전진로 길목에 있는 노르웨이군은 전역 초기 충분한 주도권과 침략을 방어하지 못했다고 한 사령관들을 교체하고 루게 장군이 특별히 인선한 장군들로 임명했다. 독일군은 오슬로의 부대와 트론헤임의 부대를 연결하기 위해 4월 14일부터 오슬로 북쪽에 있는 구드브란스달렌과 외스테르알렌 계곡으로 공세를 가했다. 전진하는 독일군은 처음으로 회네포스를 점령했다. 회네포스 북쪽에서 독일군은 처음으로 조직적인 저항으로 지연되기 시작했으며 나중에는 노르웨이군이 조직적인 방어전으로 행동했다. 격렬한 전투로 양 측에서 사상자가 늘어난 가운데 노르웨이 보병연대 제6부대는 4월 15일 헤우스뷔그에서 독일군의 저항을 막았다. 다음 날 독일군은 노르웨이에서 전차를 처음으로 사용하며 노르웨이군의 방어선을 뚫었다. 대전차 무기가 부족한 노르웨이군은 독일군의 진격을 막을 수 없었다.

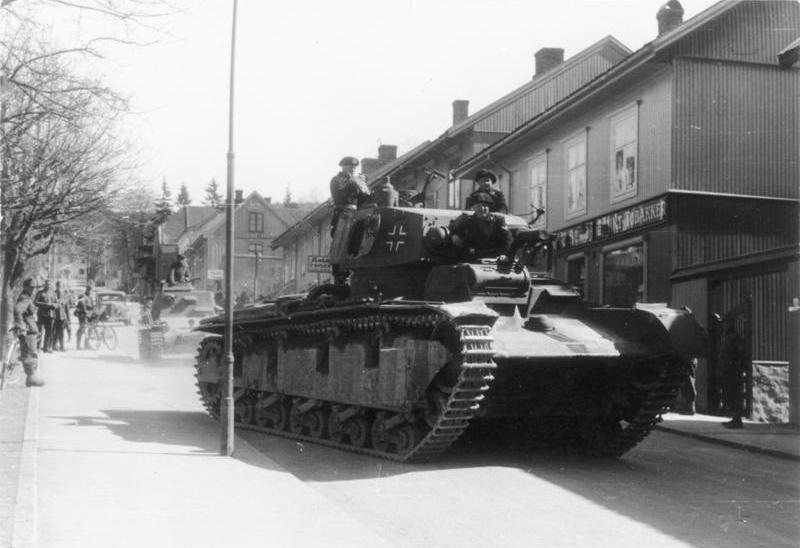
1940년 4월, 릴레함메르 거리를 가로지르는 독일군의 노이바우파르초이크 전차.

노르웨이의 대전략은 4월 13일과 14일 노르웨이 제1사단 병력 3천명이 외스트폴드에서 명령도 없이 스웨덴 국경을 넘어가 중립국 스웨덴에게 넘어가 버리면서 뿌리부터 흔들리기 시작했다. 제1사단이 스웨덴으로 넘어가 버린 같은 날 콩스베르그에 있는 헤이스타모엔 육군기지의 제3보병연대 2개 대대가 항복했다. 남부 노르웨이를 방어하기로 되어 있던 소장 에이나르 릴례달이 지휘하는 제3사단은 4월 15일 세테스달에서 아무런 행동도 하지 못한 채 그냥 항복하였다. 세테스달 수용소로 약 2천명의 군인이 끌려갔다. 4월 20일 영국-프랑스 회담 결과 트론헤임 탈환 계획을 포기하기로 하면서 루게의 전략은 실현 불가능해졌다.
연합국의 트론헤임 탈환 계획이 취소되면서 온달스네스에 상륙했던 영국군은 동부 노르웨이 방면으로 후퇴했다. 4월 20일까지 영국군 반 개 대대 정도 되는 병력이 남쪽으로 이동해 릴레함메르 인근의 포베르그에 도착했다. 1940년 4월 당시 동부 노르웨이에 있던 영국군은 육군 예비역 부대인 제148보병여단과 현역으로 구성된 제15보병여단이 있었다. 이 다음주 내내 독일군은 오슬로 북쪽으로 진격하여 구드브란스달렌 계곡을 향해 노르웨이군 및 영국군과 계속 전투했다. 그 와중 트레텐, 포방, 빈스트라, 크밤 등지에서 격렬한 전투가 이어졌다. 다른 쪽 독일군은 발레스와 외스테르알렌 계곡을 향해 진격했는데 노르웨이의 초기 반격이 성공하여 격렬한 전투를 펼치고 있었다.

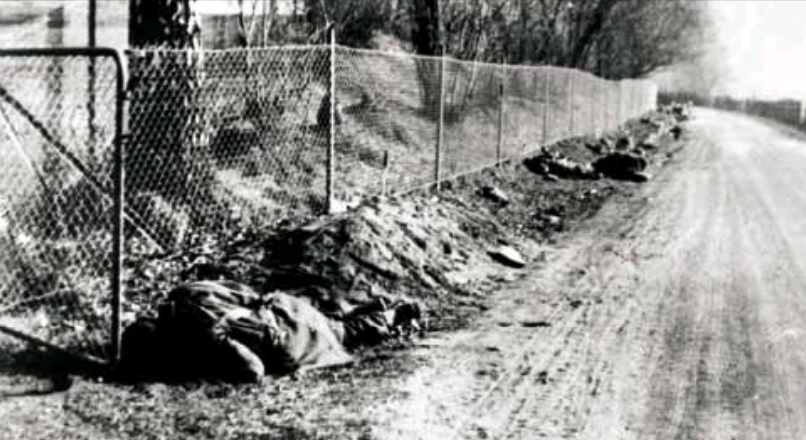
1940년 4월 28일, 노르웨이 오타 지역에서 전사한 영국군.

독일군이 오슬로 북쪽으로 진격하는 동안 공군을 통해 노르웨이의 저항을 무력화했다. 특히 방어선의 노르웨이군을 무력화시키는 데엔 급강하폭격기인 융커스 Ju 87가 주효했다. 노르웨이군은 대공 무기가 전혀 없었기 때문에 독일 공군은 아무런 방해도 받지 않고 마음껏 항공 작전을 펼칠 수 있었다. 비슷하게 노르웨이군은 독일군 기갑 부대에 대한 대응책이 딱히 없었다. 노르웨이에서 독일군의 제공권을 빼앗기 위해 얼어붙은 레샤스코그스바트네트 호수 위에 기지를 세워 영국 왕립 공군 제263비행대를 투입하였으나 4월 25일 독일군의 폭격으로 영국군은 대부분의 비행기를 손실했다. 폭격에서 살아남은 글로스터 글레디에이터 4기는 4월 26일 온달스네스 근처의 세트네스모엔으로 피난가면서 작전이 중단되었다. 세트네스모엔도 4월 29일 독일 공군의 폭격을 받아 황폐화되었다.

### 남부 노르웨이 전선의 붕괴
4월 9일 크리스티안산을 점령한 독일군 부대는 남부 노르웨이에서 도시 내 민간인의 피난을 허용하였다. 동시에 독일군은 크리스티안산 주변 지역을 장악하기 위해 기동하기 시작했다. 수일 간 노르웨이군은 혼란과 공황에 완전히 빠져 2천명의 남부 노르웨이의 제3사단 병력은 전투 한번도 못 치른 채 4월 15일 무조건 항복하였다.

### 서부 노르웨이 전역

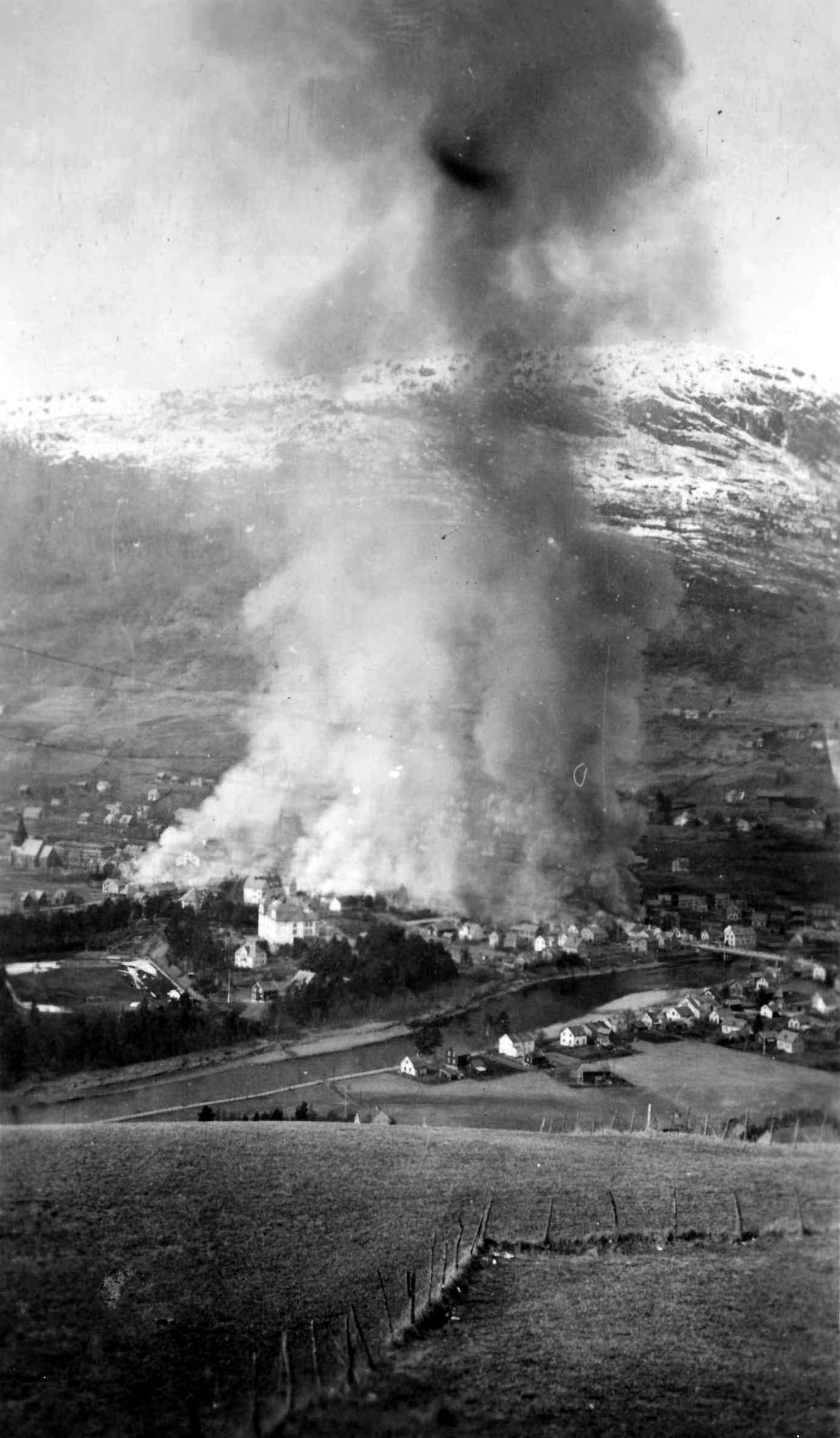
독일군의 폭격을 받은 보스의 시가지.

4월 9일 독일군은 서부 노르웨이에서 중요한 대도시인 베르겐과 스타방에르를 장악했다. 독일군 2천명은 베르겐을 장악하고 노르웨이군의 무기고를 점령했다. 베르겐에 주둔했던 노르웨이군 소부대는 동쪽으로 퇴각했으며 퇴각하는 동안 철교 2개와 도로교를 폭파시켜 끊었다. 도시 사령관 빌리암 스테펜스는 총동원령을 내렸다. 서부 노르웨이의 방위를 담당하는 6천명 가까이 되는 제4사단 병력은 4월 중순 사이 호르달란주 보스 도시를 중심으로 동원되었다. 제4사단은 북부 노르웨이를 제외한 지역에서 유일하게 완전 동원된 사단이었다. 제4사단 병력은 동부 노르웨이와 서부 노르웨이를 잇는 베르겐 선으로 진격하는 독일군을 물리쳤다.
이보다 북쪽에 있는 제5사단의 부대가 영국군이 상륙한 온달스네스 지역을 방위하도록 하자 스테펜스 장군은 베르겐 탈환을 목표로 병력을 진격시키기 시작했다. 이를 위해 제4사단 6,361명의 병력과 말 554마리를 동원했다. 하지만 4월 16일 루게 장군이 동부 노르웨이 주요 방어선을 강화하기 위해 제4사단 병력을 발레스와 할린그달로 재배치하라고 지시하면서 스테펜스 장군의 계획은 취소되었다. 서부 노르웨이에 남은 병력들은 베르겐의 독일군이 다른 지역으로 전진하지 못하도록 막는 역할로 바뀌었다. 제독 탱크닐슨이 지휘하는 노르웨이 해군은 3개 지역군구로 분할되어 독일군이 하르단기르피오르와 송네피오르로 오지 못하게 막았다. 노르웨이 왕립 해군은 독일이 베르겐을 점령한 후에는 서부 노르웨이에서 전함 17-18척, 항공기 5-6기를 운용했다. 4월 23-25일 사이 독일 공군이 보스 시가지와 주변 지역을 폭격하여 도시가 처참하게 파괴되고 여러 민간인이 사망하였으며 26일엔 독일군이 보스를 점령했다.
보스 함락 이후 스테펜스 장군은 북쪽에 있는 남은 병력을 후퇴시켰고 5월 28일에는 레르달 인근의 소규모 분견대를 제외한 송네피오르 남단의 병력을 후퇴시켰다. 스테펜스 장군은 푀르데에 본부를 두고 송노피오라네주 방어 작전 준비를 시작했다. 4월 30일엔 오토 루게 장군이 보낸 남부 노르웨이에서 모든 연합군과 노르웨이군이 후퇴했다는 소식을 들었다. 기타 노르웨이군 및 연합군의 후속 지원을 한번도 받지 못한 스테펜스 장군은 1940년 5월 1일 산하 모든 부대를 해체했다. 전진하는 독일군은 노르웨이군의 상황을 듣게 된 후 노르웨이군에게 해를 끼치지 않도록 합의를 보았다. 5월 1일에서 2일로 넘어가는 밤에 스테판스 장군은 해군항공대 항공기 3기를 동원해 트롬쇠로 떠나면서 전역이 종결되었다. 호르달란주와 송노피오라네주엔 연합군이 단 한 명도 없었다. 그 외엔 항공기 2기 정도가 영국으로 날라가 활동했다. 서부 노르웨이에 있던 노르웨이 해군에겐 영국이나 북부 노르웨이로 후퇴하라는 명령을 내렸지만 보조함 HNoMS 볘르크 정도만 영국으로 후퇴했다. 남은 함선들은 큰 손상을 입어 어디로 움직일 수 없었거나, 지휘관이 연합군이 통제하는 영토로 항해하는 위험을 감수하기보다는 그냥 그 자리에서 자침하고 해산하는 편을 따랐다. 서부 노르웨이에서 저항하던 마지막 노르웨이군은 1940년 5월 18일 플로뢰에서 해산했다.

### 중앙 노르웨이 전역

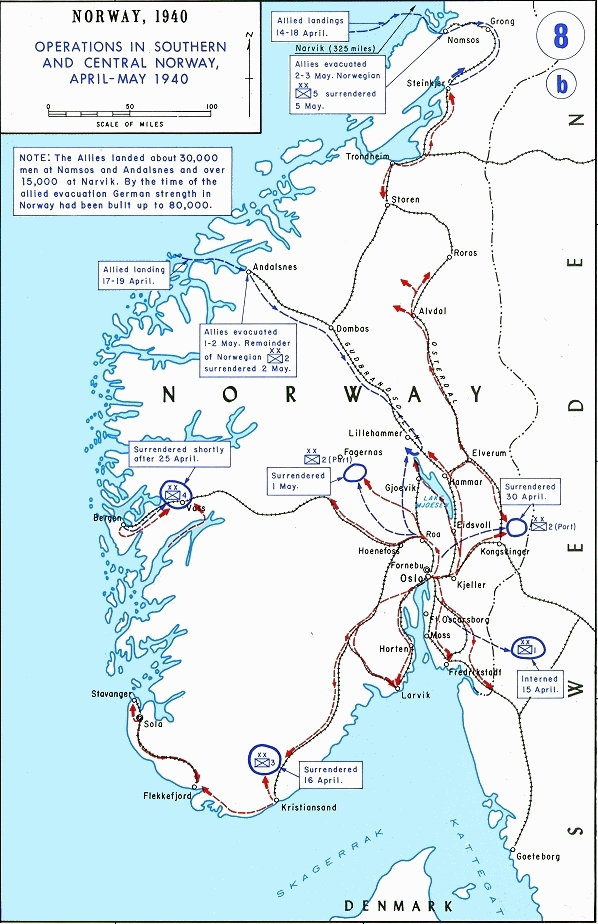
1940년 4-5월 사이 남부 및 중앙 노르웨이의 각 군의 이동과 상세가 적힌 군사 지도.

원래 중앙 노르웨이에서 연합군은 노르웨이군이 남쪽에서 독일군을 포위하는 동안 연합군이 트론헤임을 세 방향에서 공격하는 것이었다. 햄머 작전이라 불린 이 작전은 북쪽에서는 남소스에 연합군이 상륙하여 공격(남소스 방면군, Mauriceforce)을, 남쪽에서는 온달스네스에서 공격(온달스네스 방면군, Sickleforce)을 시작하며 트론헤임 주변에서 직접적으로 공격(Hammerforce)을 가하는 총 3방향의 공격 작전이었다. 하지만 트론헤임에 대한 직접적인 공격은 위험이 너무 크며 북쪽과 남쪽에서만 공격하는 것이 더 낫다고 결정되면서 작전이 교체되었다.
연합군의 상륙작전을 막기 위해 국방군최고사령부는 팔시름예거 중대 병력을 동원하여 구브란스달렌 계곡과 돔보스를 잇는 철도 교차점에 전투 강하를 지시했다. 이 부대는 4월 14일 상륙하여 4월 19일 노르웨이군에게 항복할 때까지 5일간 중앙 노르웨이의 철도 및 도로 중심지역을 차단하였다.
4월 12일엔 온달스네스에 영국군 선봉대가 도착했다. 4월 17일엔 소장 베너드 패겟이 지휘하는 영국 제148보병여단이 중심이 된 온달스네스 방면군이 상륙하였다. 온달스네스 지역은 노르웨이군의 동원도 완수되어 영국군이 제대로 상륙할 수 있었다.
한편 4월 14일 여명엔 소장 아드리안 카르톤 드 비아르가 지휘하는 영국 제146보병여단이 주력이 된 남소스 방면군이 노르웨이의 남소스에 첫 상륙을 시작하였다. 남소스로 상륙하기 위해 이동하는 동안 피오르의 좁은 해역을 덩치가 큰 수송선이 통과할 수 없었기 때문에 병력들은 구축함으로 옮겨져서 이동하였다. 이 과정에서 상당한 양의 보급품과 여단 지휘관이 혼란상으로 제대로 이동하지 못해 흩어졌다.

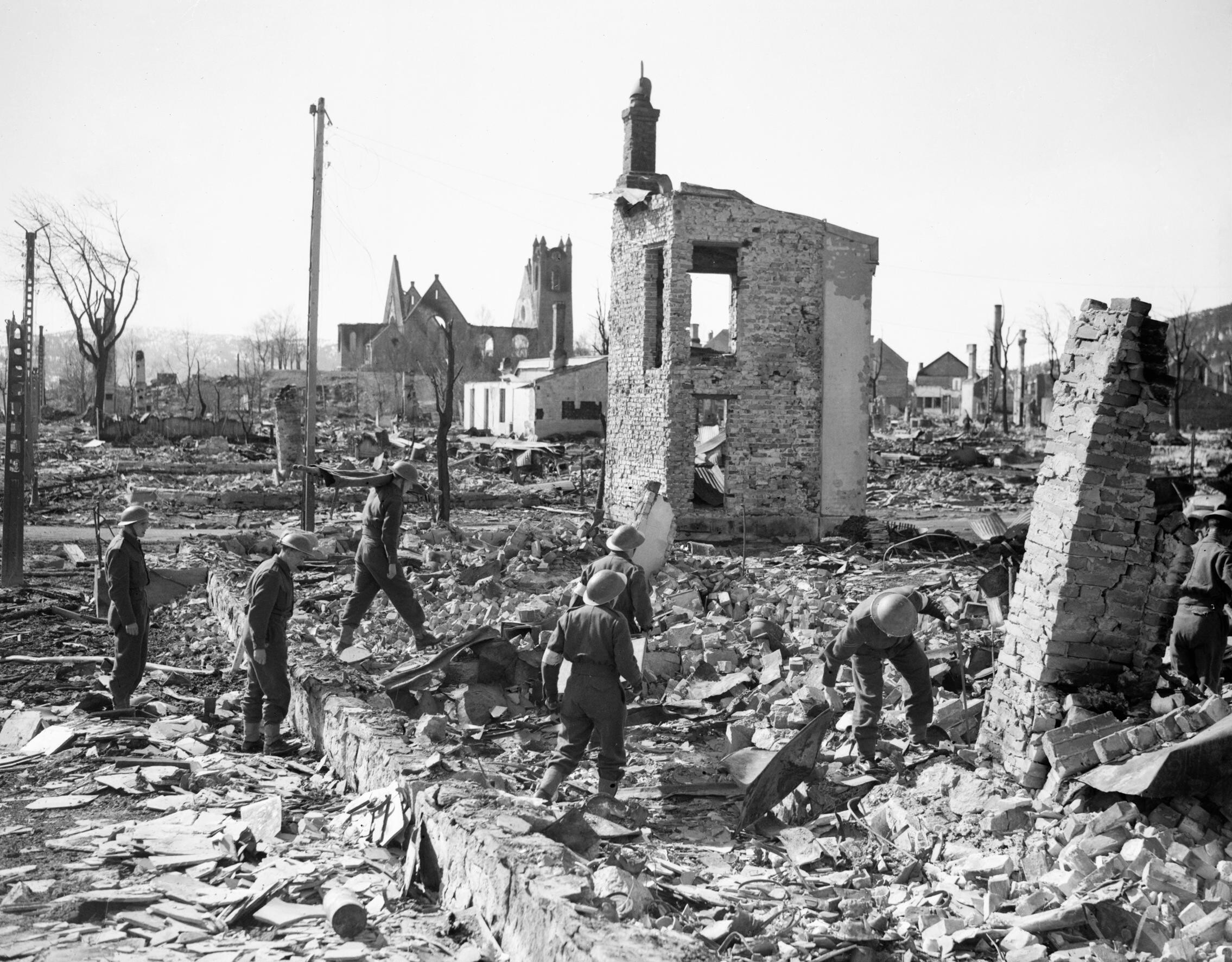
1940년 4월, 폐허가 된 남소스 시가지를 이동하는 영국군.

남소스 방면군은 대공무기도 부족했고 항공지원도 거의 받지 못했기 때문에 독일 공군의 공습에 그대로 얻어맞아야 했다. 4월 17일엔 남소스에서 폴라포스와 스테인셰르 마을로 이동하였다. 4월 19일엔 프랑스군도 남소스에 상륙했다. 4월 20일엔 독일군이 남소스를 폭격하여 도심의 거주지가 거의 다 파괴되었고 연합군 병력을 위한 보급시설도 완전히 결딴나 아드리안 장군은 기지를 떠났다. 그래도 어찌어찌하여 아드리안 장군은 130km 내륙에 있는 스테인셰르로 이동하여 노르웨이 제5사단과 조우했다. 하지만 지속적인 항공 공격으로 공세를 펼칠 수 없었고 4월 21일에는 트론헤임에서 진격한 독일군 제181보병사단의 공격을 받았다. 아드리안 장군은 독일군의 공격으로 후퇴했으며 스테인셰르는 비었다. 4월 21일, 22일 양일간 독일 공군은 스테인셰르를 폭격하여 시가지의 4/5 이상이 폐허가 되었고 2천명이 넘는 사람이 집을 잃고 이재민이 되었다. 4월 24일엔 독일군이 스테인셰르 및 인근 지역을 장악하였다.

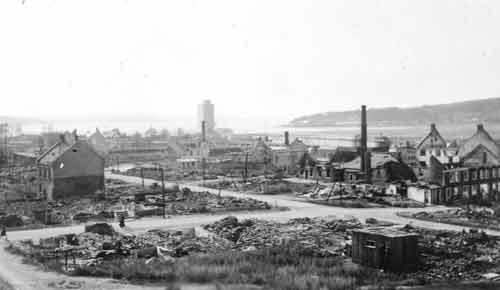
폭격을 당한 노르웨이 스테인셰르 마을.

### 중앙 및 남부 노르웨이 장악

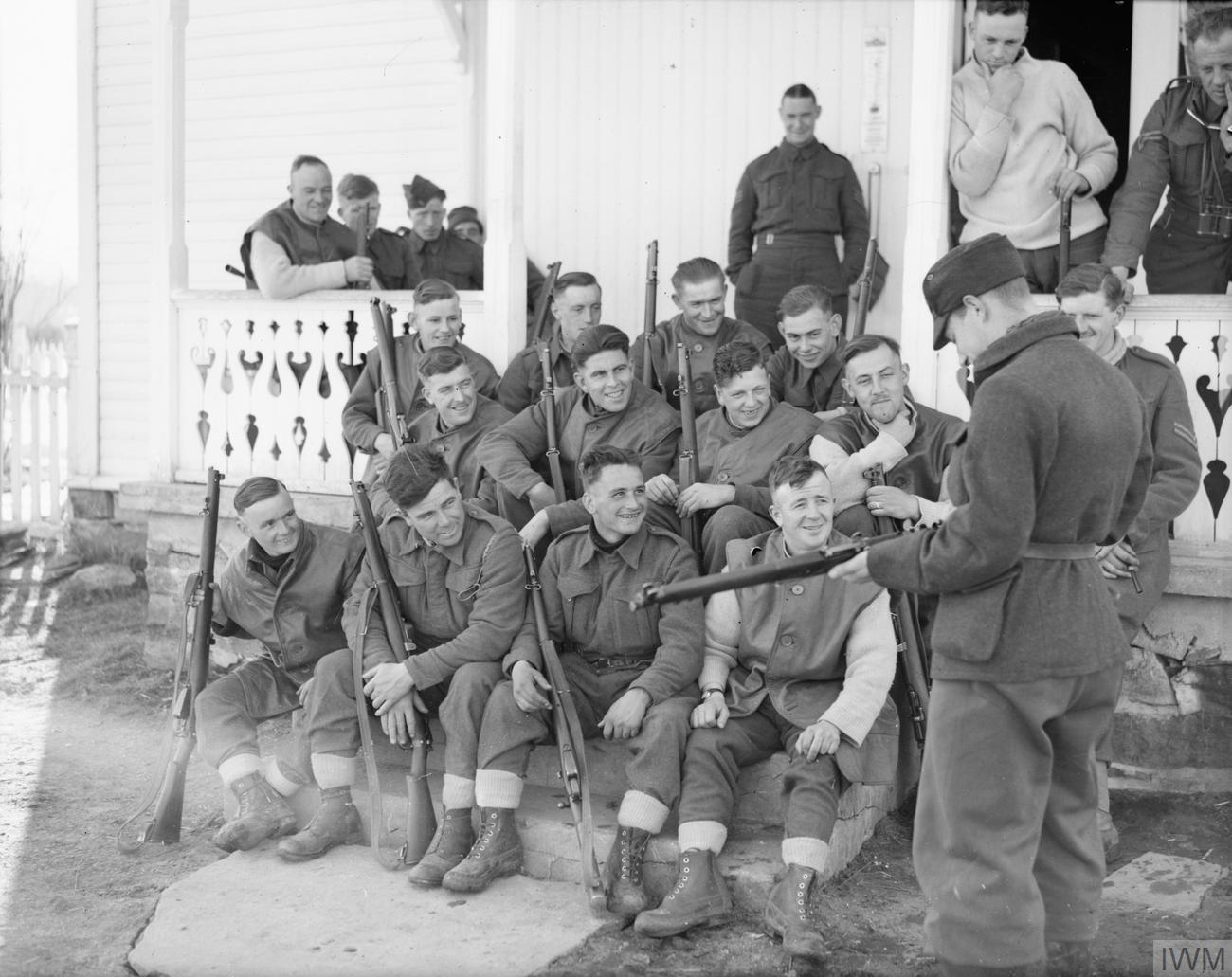
1940년 4월, 포위 이후 산을 넘어 90km를 이동해 스카예 마을에 다다른 영국군 제4 왕립 링컨셔 연대 병사. 노르웨이 군인이 소총 하나를 검사하고 있다.

4월 28일이 되자 독일 2개 그룹을 막을 수 없다 판단한 연합군 지도부는 남부 노르웨이와 중앙 노르웨이에서 모든 영국군 및 프랑스군을 철수하기로 결정했다. 연합군은 퇴각할 때 독일군에게 포로로 잡혀 비무장화 되는 걸 피하기 위해 노르웨이군의 보호를 받으며 이동했다. 4월 30일이 되면 독일군의 진격으로 오슬로와 트론헤임의 부대가 서로 만난다.
4월 28일과 29일 양일 무방비의 항구도시인 크리스티안순과 근처 항구 몰데는 노르웨이 내각과 왕가의 본부가 있다는 이유로 독일 공군의 심한 폭격을 받았다. 4월 30일에는 올레순 마을도 독일군의 심각한 폭격을 받았다.
온달스네스 방면군은 독일군 제196사단이 항구를 점령하기 수 시간 전인 5월 2일 오전 2시 온달스네스 항구에서 탈출했다. 서부 노르웨이의 항구는 4월 23일에서 26일 사이 전부 강력한 폭격을 얻어맞고 4월 27일까지 불타올랐다. 온달스네스 기차역 주변 지역과 벱룽스네스 지역은 가장 큰 피해를 입었다. 독일군이 온달스네스를 점령했을 때엔 시가지의 80% 정도가 폐허가 되어 있었다.짙은 안개로 호송대가 늦어진 남소스 방면군은 5월 2일 남소스에서 탈출했는데 탈출함 2척, 프랑스 구축함 비송과 영국군 구축함 HMS 아프리디가 융커스 Ju 87 급강하폭격기의 공격으로 침몰하였다.
중앙 노르웨이와 남부 노르웨이 지역에서 노르웨이군의 조직적인 저항은 5월 5일 쇠르트뢰넬라그주의 헤그라 요새 병력과 텔레마르크주의 비녜스빙엔 병력이 항복하면서 끝났다.
중앙 노르웨이 전역의 처참한 패배로 영국 정계에서는 엄청난 압력이 뒤따랐고, 노르웨이 토론으로 네빌 체임벌린 영국 총리가 사임하고 윈스턴 처칠이 체임벌린을 이어 총리가 되었다.
4월 29일 독일 공군의 몰데 공습으로 호콘 7세와 노르웨이 내각은 다시 5월 1일 노르웨이 북부의 트롬쇠로 피난을 갔다. 이후 노르웨이 전역 남은 수 주 간 트롬쇠는 노르웨이 왕가와 내각 본부가 위치한 노르웨이의 사실상 수도로 기능했다.

### 북부 노르웨이 전역

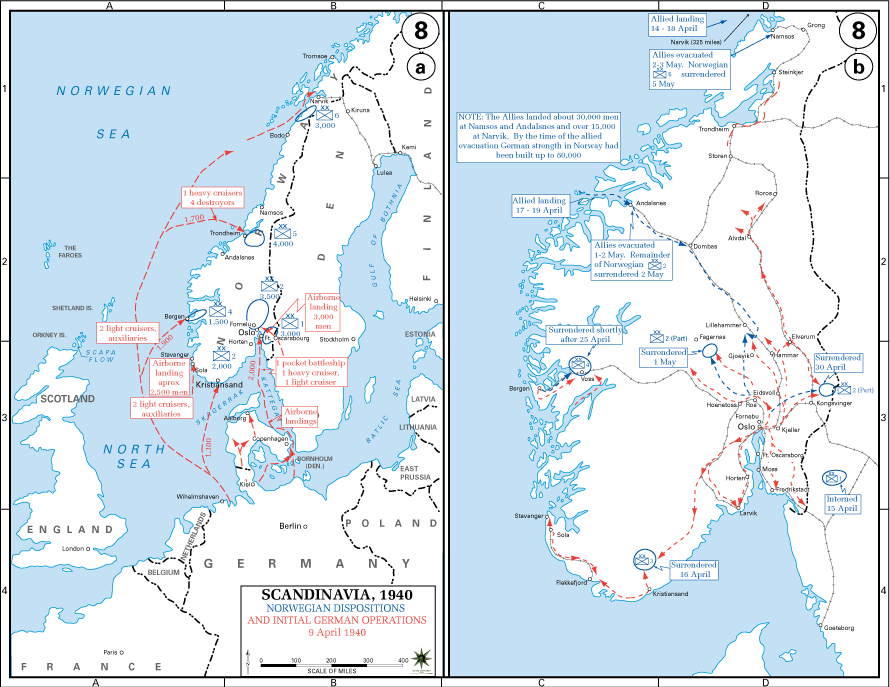
1940년 4월, 남부/중앙/북부 노르웨이 군사 작전 및 초기 독일군, 연합군 이동 경로를 그린 지도.

장군 카를 구스타브 플레이셰르가 지휘하는 북부 노르웨이의 제6사단은 나르비크를 침공하는 독일군을 막아야 했다. 독일이 침공해옴에 따라 플레이셰르 장군은 북부 노르웨이 군구 총사령관으로 임명되었다. 나르비크의 독일군을 향해 노르웨이군이 반격하러 했으나 플레이셰르 장군은 저 멀리 북쪽에서 혹시 모를 소련군의 침공을 막기 위해 핀마르크에 상당한 병력을 주둔하기로 결정하면서 선택폭에 크게 줄어들었다.
트론헤임을 목표로 연합군이 온달스네스와 남소스에 상륙함과 동시에 노르웨이 북부에도 연합군이 추가 상륙하였고 나르비크를 탈환하는 것을 목표로 모이기 시작했다. 하지만 트론헤임 방면과 마찬가지로 나르비크 방면 연합군들도 여러 문제를 겪게 되었다.
가장 주요한 문제는 연합군이 일관되며 통일된 명령 조직을 가지고 있지 않았다는 것이다. 북부 노르웨이의 해군을 지휘한 사람은 대제독 윌리엄 보일이 지휘하고 있었고 근방 독일군을 최대한 빨리 섬멸하라는 명령을 받았다. 반대로 지상군은 소장 피에르세 요세프 마케시가 지휘하고 있었는데 그는 독일군이 강하다 싶은 곳엔 최대한 우회하며 인구밀집지역을 파괴하지 말라는 명령을 받았다. 두 지휘관은 4월 15일 만나 앞으로의 행동에 대해 상의하였다. 보일 대제독은 나르비크를 바로 공격하자고 주장했지만 마케시 소장은 직접적인 공격은 엄청난 사상자를 낳을 것이라고 반대했다. 결국 보일은 마케시의 의견을 받아들었다.
마케시 군의 코드명은 원래 "Avonforce"였지만 나중에 "Rupertforce"로 바뀌었다. 지상군은 여단장 윌리엄 프레이서가 지휘하는 제24보병여단과 여단장 안토이느 베토우아르(Antoine Béthouart)가 지휘하는 프랑스군 및 폴란드군으로 구성되어 있었다. 연합군 주 병력은 4월 14일 힌뇌이아섬의 항구 도시인 하르스타에 상륙하였다. 독일군은 4월 16일부터 하르스타를 폭격하기 시작했으나 대공 방어가 강해 제대로 성공하지 못하다가 5월 20일 공습에서는 석유 저장고와 민간 주거지가 파괴되었으며 5월 23일에는 항구에 정박한 연합군이 공격당했다.
4월 15일에는 병력을 태운 호송대 NP1을 호송한 영국군 구축함 HMS 브래즌과 HMS 피어리스가 보그스피오르엔에서 해수면으로 부상한 독일군 U보트 U-49와 교전하여 격침시키는데 성공했다. 가라앉는 유보트 주변에 떠 있는 문서들을 확인한 결과 노르웨이 지역에서 활동하는 모든 유보트의 위치, 코드, 작전명령을 발견하면서 북부 노르웨이에서 활동하는 연합군에게 매우 귀중한 정보가 넘겨졌다.

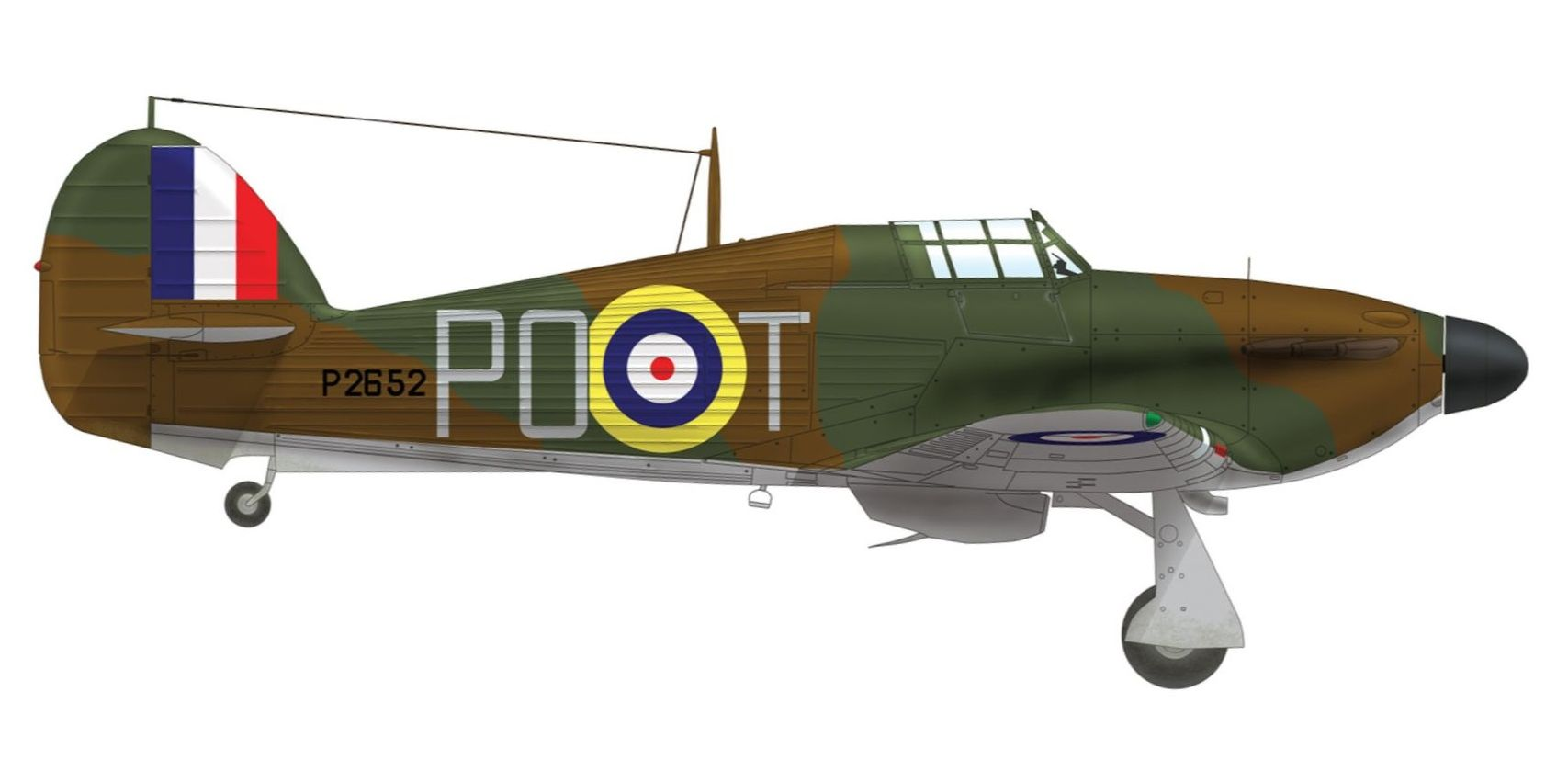
1940년 5월, 노르웨이 전역에 참전한 제46비행편대 소속 호커 허리케인 I. 이 항공기는 노르웨이에서 버려졌다.

중앙 노르웨이에서 연합군이 패배한 후 북부 노르웨이서는 더 많은 준비가 이루어졌다. 항공모함으로 싣어진 비행기들은 바루우포스 공군기지에 들어와 영국 공군 제263비행편대의 글로스터 글래디에이터 전투기와 제46비행편대의 호커 허리케인 전투기 등 2개 비행편대가 항공지원을 하였다.

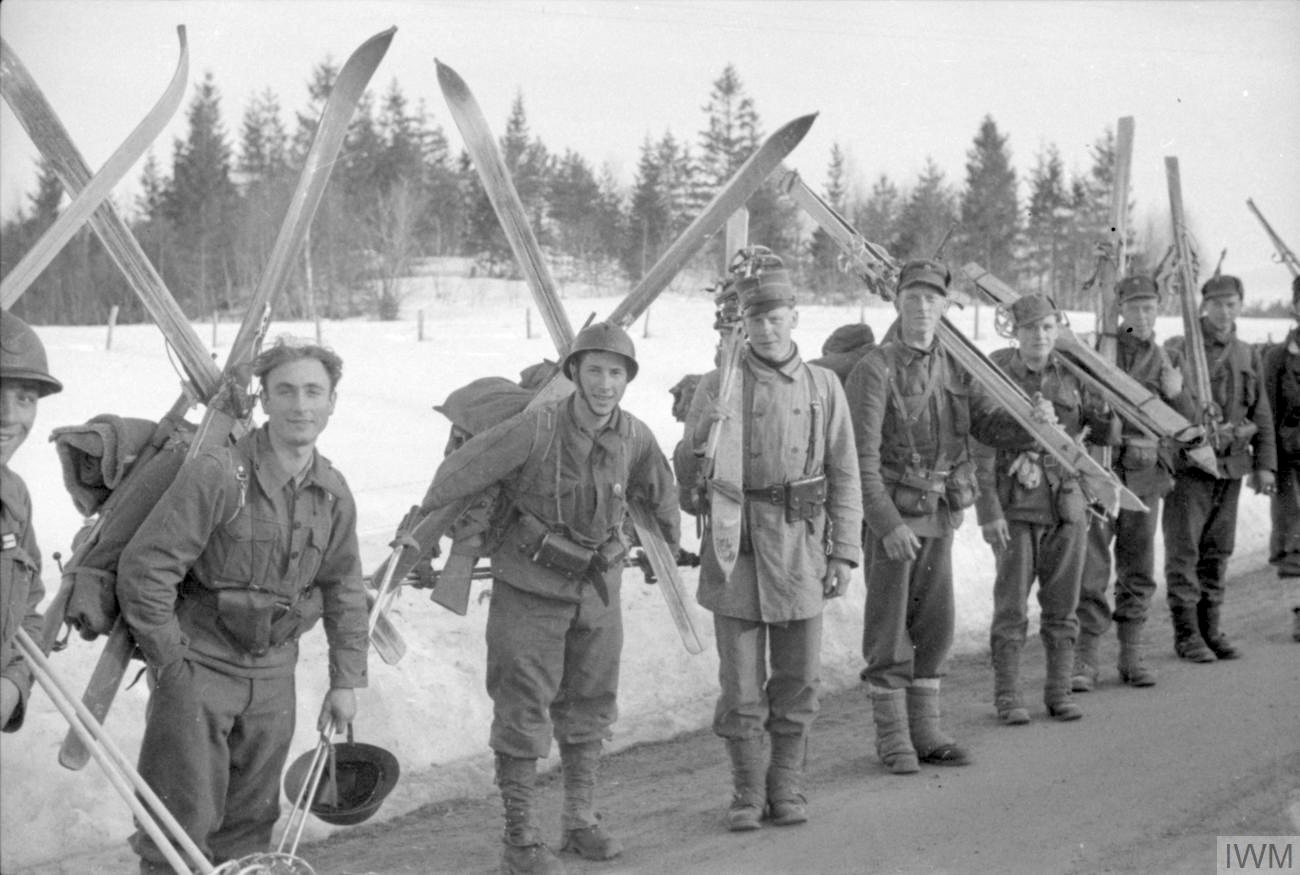
나르비크 전선에 배치된 프랑스군, 노르웨이군 스키부대.

연합군이 북부 노르웨이에서 공세를 시작하면서 5월 13일 프랑스군은 볘르크비크에 상륙작전을 펼쳤다. 하지만 독일군이 볘르크비크에서 후퇴하기 전 연합군 전함의 해안 포격으로 마을 대부분이 파괴되고 민간인 14명이 사망하는 일이 일어났다.
노르웨이군과 연합군이 나르비크를 향해 진군하는 동안 독일군은 포위된 병력을 구출하기 위해 노를란주를 가로질러 북상하기 시작했다. 트론헤임 인근의 베르네스 공군기지가 함락되고 이후 독일군이 개발하면서 독일 공군은 나르비크를 향해 항공 지원을 가열차게 하기 시작했다. 독일군이 계속 북상하면서 하트폘달에 있는 하트폘달 공군기지를 장악하고 이를 이용해서 폭격도 하기 시작했다.
4월 말에는 영국 본토에서 중령 콜린 거빈즈가 지휘하는 10개 독립중대가 배치되었다. 5월 2일엔 4개 독립중대가 거빈즈 중령 지휘하에 "Scissorsforce"라는 코드명으로 보되, 모이라나, 모시엔 등 독일군이 점령해야 하는 여러 지역에 상륙했다. 영국군은 모시엔 남쪽에서 독일군을 향해 매복했지만 독일 본대와 만나진 못했고 보되에서는 도시를 방어하던 독일군 제24방위여단의 공격으로 후퇴하였다.

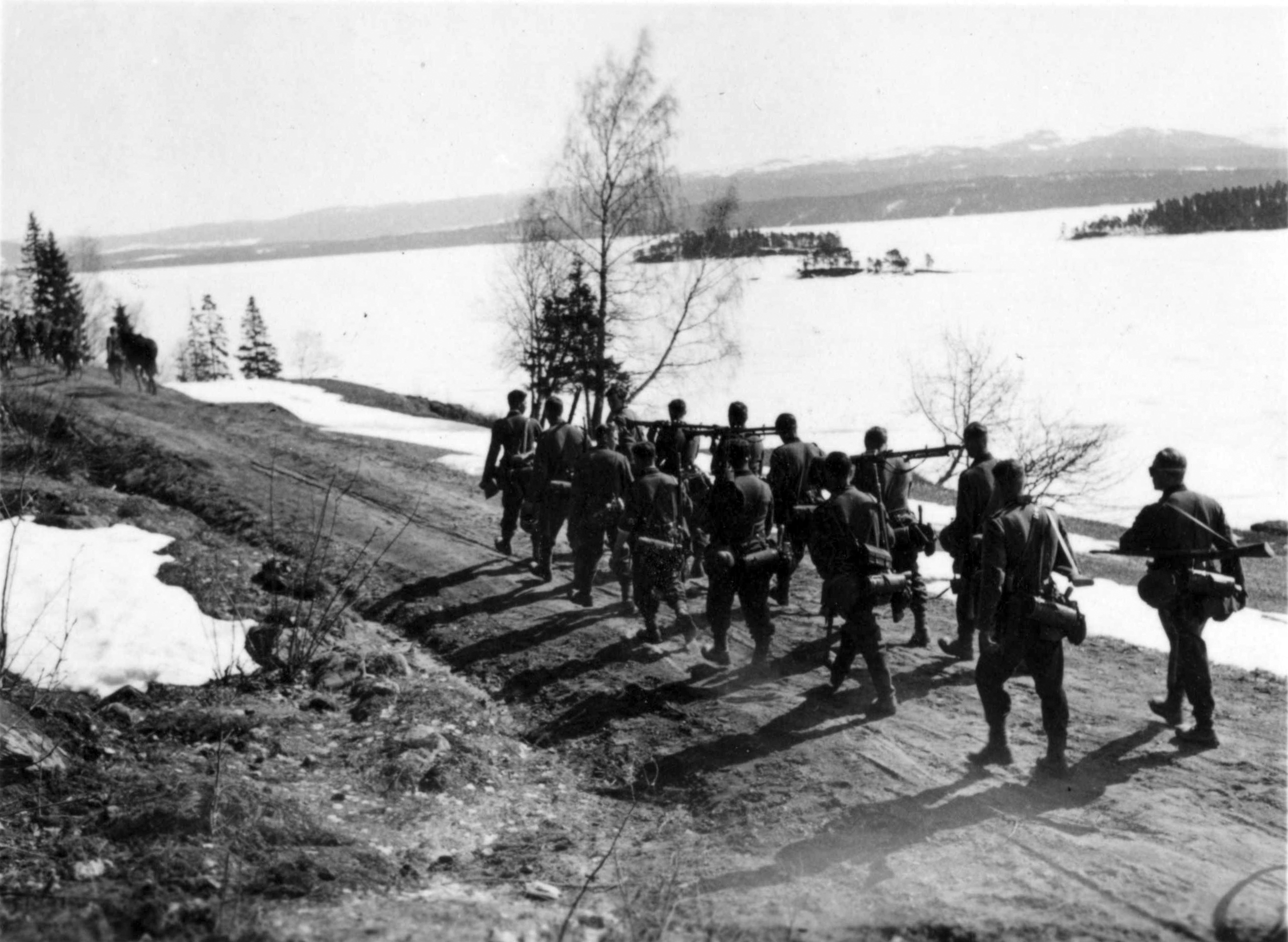
스노사 마을을 지나며 북상하는 독일 산악엽병.

독일 제24방위여단이 보되로 이동하면서 연대장 프레이서를 태웠던 영국군 구축함 HMS 소말리는 포격을 받고 급히 영국 본토로 돌아갔다. 결국 대령급 지휘 권한을 가지고 있던 거빈즈가 여단장 직위를 이어받았다. 5월 15일에는 제1아일랜드 방위대를 싣고 오던 수송선 MS 크로브리가 포격을 받아 병사 여럿이 사상하는 등 피해를 입었고 이틀 후인 5월 17일에는 순양함 HMS 에핑험이 제2사우스웨일스 보더리어 연대의 장비를 싣고 출발하였다. 이 2개 대대는 하르스타에 들어와 정비를 하고 나서 보되에 출발하기 전에 다시 장비를 꾸렸다.
독일군이 모시엔에서 철로를 따라 빠르게 북상하기 시작하면서 모이라나에 있던 제1스코트인 방위대 혼성부대는 5월 18일 거번즈 지휘관의 명령으로 후퇴했다. 스코트인 방위대 사령관인 중령 토마스 트래패스로맥스는 나머지 여단의 도착이 늦어지자 그 자리를 지키라는 명령을 어기고 계속 후퇴하였으며 거번즈 사령관은 스토료르에서 방어선을 구축할 시간이 없었다. 결국 이 여단은 5월 25일 독일군의 강력한 공격으로 스켸르스타피오르에서 제1아일랜드 방위대와 허그 스톡월이 지휘하는 독립중대의 엄호를 받으면서 후퇴하였다.

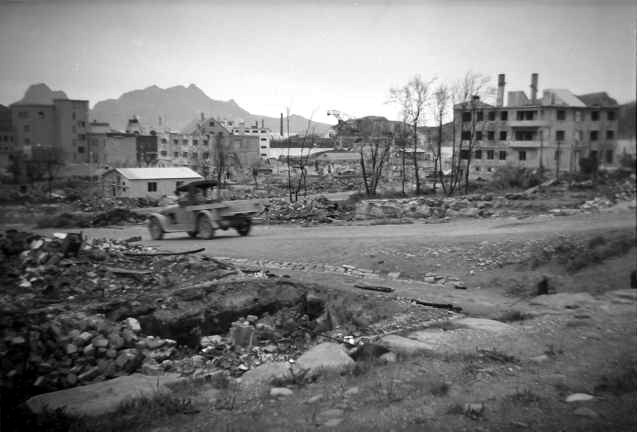
독일 공군의 폭격을 받은 2년 후의 노르웨이 보되 전경.

5월 27일 밤엔 보되어가 독일 공군의 폭격과 기총 소사를 받았다. 독일 공군의 폭격으로 당시엔 건축된지 얼마 안된 비행장, 라디오 방송국 및 기타 건물 760채 중 420채가 붕괴되고 15명이 사망했으며 4천명이 난민이 되었다.
거번즈 지휘관은 5월 30일부터 6월 2일까지 보되에서 있다 빠져나갔다. 이 3일간은 낮게 구름이 떠 독일 공군이 항공작전을 펼칠 수 없었다. 하지만 5월 27일 독일군의 공습 이후 중요한 비행장이 넘어가면서 나르비크 전투에서 독일군이 매우 가까운 기지를 장악하였고 독일군이 북쪽으로 진격할 수 있는 유용한 수단을 넘겨버렸다.
5월 28일엔 프랑스군과 노르웨이군 2개 대대가 독일군이 장악한 나르비크를 공격하고 탈환하였다. 도시 남쪽에선 폴란드군이 베이스피오르를 따라 동쪽으로 진격했다. 나머지 노르웨이군은 독일군을 스웨덴 국경 근처인 비에른폘로 밀어냈다. 하지만 독일이 프랑스와 저지대 국가를 침공하면서 전쟁의 향방이 크게 바뀌었고 노르웨이의 가치가 매우 줄어들었다. 나르비크 탈환 3일 전인 5월 25일에는 연합군 사령관이 노르웨이에서 빠져나가라는 명령을 내렸다. 나르비크에 대한 공격도 독일에게 연합국이 노르웨이에서 빠져나간다는 암시를 주기 않기 위해 친 연막이었던 것이었다. 5월 28일 연합국이 나르비크를 탈환한 직후 독일 공군의 대폭격으로 나르비크는 폐허가 되었다.

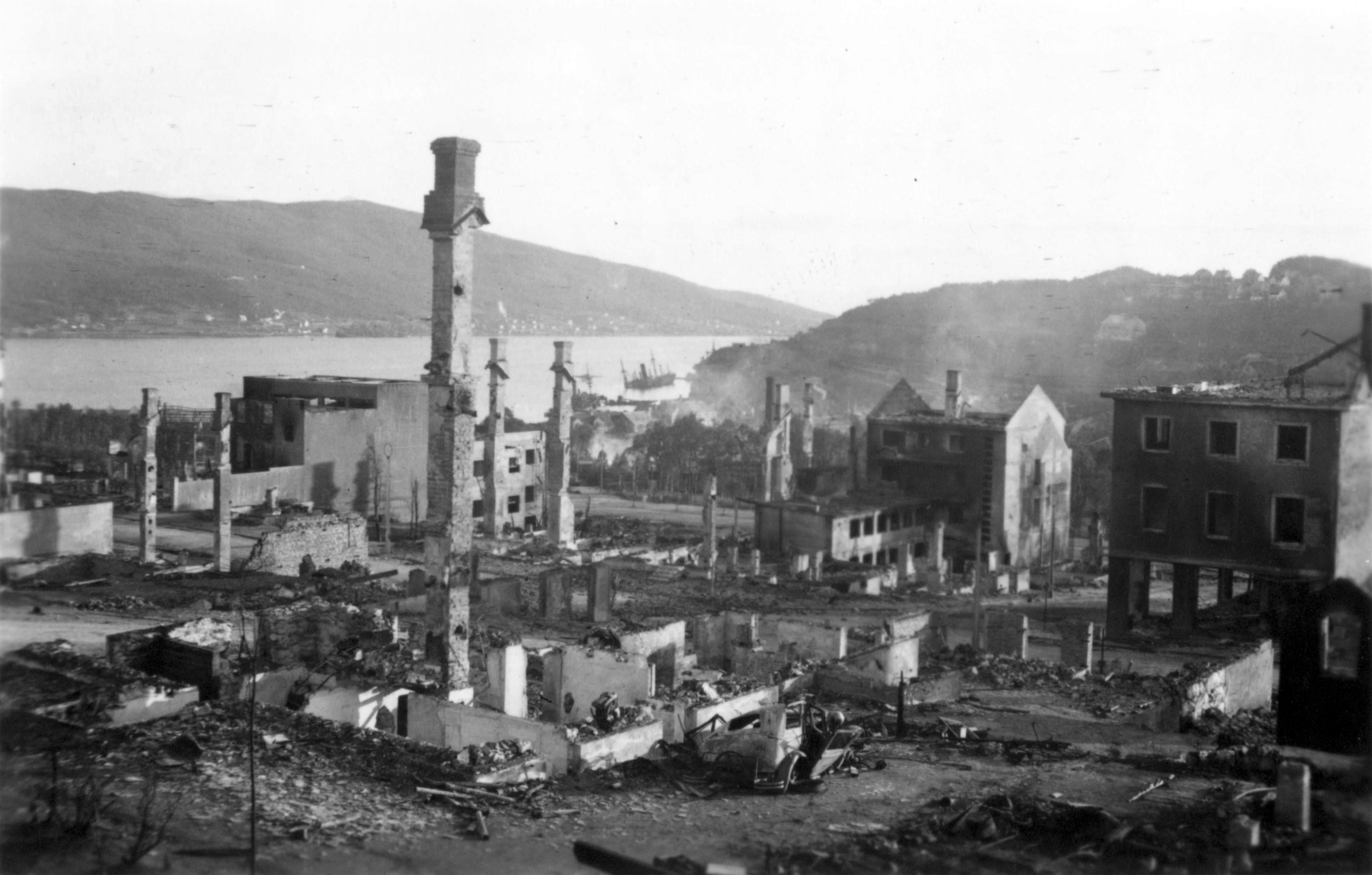
독일 공군이 폭격한 이후 폐허가 된 나르비크

### 연합국의 철수와 노르웨이의 항복
노르웨이에서 연합군이 철수하는 알파벳 작전은 5월 24일 승인받았다. 노르웨이 철수에 반대를 한 대표적인 인물은 윈스턴 처칠이었는데 나중에 그는 철수 결정을 일대 실수라고 표현했다. 노르웨이 정부는 연합국의 철수 사실을 6월 1일에야 통보받았다. 6월 7일 회담에서 해외에서 투쟁을 계속하겠다는 결론을 내린 후 국왕 호콘 7세, 올라프 왕세자, 노르웨이 내각은 영국 순양함 HMS 데번셔를 타고 영국으로 망명하였다. 연합군의 지원이 끊긴 노르웨이군은 더 이상 전투를 계속할 수 없었다. 국왕과 왕세자는 처음엔 최대한 노르웨이 내에 남아있기로 생각했지만, 영국 외교관 세실 도머가 망명정부를 세우자고 설득하였다. 왕세자는 노르웨이 본토에 남아서 점령지 지배를 약화시키기 위해 행정위원회에 있어야 한다고 말했으나 국왕의 나이가 많고 해외에서 사망했을 때를 대비하여 국왕과 왕세자 모두가 망명하기로 결정했다. 6월 8일에는 남아있는 모든 철도와 항구를 파괴한 후 연합군도 탈출하였다. 독일군은 나르비크의 수비군을 약화시키기 위해 주노 작전을 실행했으나 연합군이 탈출한 것을 본 독일군은 작전을 바꿔 탈출하는 연합군 함대를 막기로 하였고 결국 영국군 구축함 2척과 항공모함 HMS 글로리어스가 침몰하였다. 하지만 영국군 전함이 침몰하기 직전 영국 구축함 HMS 아카스타가 샤른호르스트에 어뢰로 공격하여 큰 피해를 입혔다. 또한 영국 잠수함 HMS 클라이드가 그나이제나우에 어뢰로 공격하여 역시 큰 피해를 입혔다.
노르웨이 본토에 남아있던 노르웨이군은 1940년 6월 10일 항복하였다. 전선에서 싸우고 있는 부대는 6월 8일 철수하라는 명령을 받았다. 6월 9일 24시(6월 10일 자정)에는 모든 전투행위가 중단되었다. 6월 10일 오후 5시에는 트론헤임 브리스톨 호텔에서 노르웨이 본토 부대에 대한 공식적인 항복조약이 조인되었다. 중령 랑느발 로셸 닐센이 노르웨이군 대표로, 대령 에리히 부셴하겐이 독일군 대표로 서명하였다. 같은 날엔 나르비크의 노르웨이군도 비에른폘에서 항복 조약에 조인했다. 이 조약은 노르웨이 내 마지막 노르웨이군 항복이었으며 독일군 대표로 에두아르트 디틀이, 노르웨이군 대표로 하랄 브레데 홀름이 나왔다. 노르웨이는 총 62일간 독일 침공을 버텼으며 소련에 이어 2번째로 길게 독일군의 침공을 버틴 국가이다.

## 독일의 점령

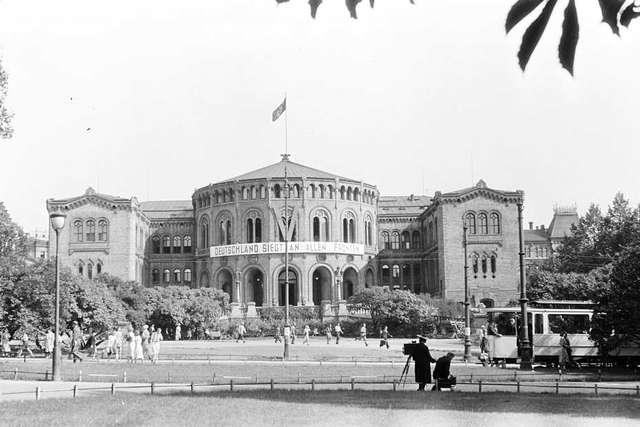
1941년, 스와스티카 깃발이 계양된 오슬로의 노르웨이 국회의사당 건물.

노르웨이 본토의 모든 부대가 항복한 후 독일군의 통치가 시작되었다. 1940년 6월 노르웨이 본토의 정규군 부대들은 무기를 내려놓고 항복했지만 노르웨이의 저항 운동은 계속되었으며 점령 후반에는 레지스탕스 활동이 격화되었다. 독일 점령에 대한 레지스탕스 운동은 1940년 가을부터 시작되어 꾸준히 지지를 얻고 조직이 생겨났다. 독일의 게슈타포가 여러 초기 저항 조직에 잠입하여 파괴 활동을 벌였지만 저항 운동은 끈질기게 계속되어 커져갔다. 전쟁 마지막 해인 1945년에는 노르웨이 망명정부가 지원하는 밀로르그 단체의 사보타주 활동도 급증했으며 연합군의 노르웨이 침공 시 도움을 주기 위한 게릴라 부대도 양성하고 있었다. 밀로르그 외에도 노르웨이 본토 내 독립적인 여러 공산주의 레지스탕스 단체가 노르웨이 망명정부와는 별개로 저항 활동을 이어나갔다.
독일은 1940년 4월 24일 요제프 테르보펜을 국가판무관으로 하는 노르웨이 국가판무관부를 설치하여 민간 행정을 통감했다. 독일군은 특히 국왕을 겨냥하여 노르웨이 망명정부를 무의미하게 만들러 했다. 노르웨이 전역이 끝난 지 수 주 후엔 노르웨이 의회와 행정부에 압력을 가해 호콘 7세를 폐위하라고 압박했다. 7월 3일 호콘 7세는 자발적 폐위 요청을 거부했으며 7월 8일에는 BBC 방송을 통해 연설을 하였다. "짐은 아니라고 단언한다"(The King's No)고 알려진 이 연설에서는 점령 지역의 저항 운동을 치하하고 노르웨이 정부를 지지해달라고 말했다. 4월 15일 노르웨이 대법원이 임명한 행정위원회는 9월 25일까지 점령된 노르웨이 영토 내에서 행정업무를 총괄했다. 이후엔 독일이 노르웨이 내 부역정권인 크비슬링 정권을 세워 이를 방패막이로 사용했다.
노르웨이 전역 이후 남은 잔존군을 기반으로 영국으로 망명한 부대 형태로 노르웨이 왕립 해군과 노르웨이 왕립 공군이 재건되었다. 노르웨이 망명군은 북대서양 호송대 해전과 여러 유럽 전구 전쟁에 일어난 전투에 참여했다. 점령된 노르웨이에서 온 난민들이 꾸준하게 유입되고 영국과 미국이 공여한 항공기와 선박 등 표준 장비들을 갖추면서 해공군이 강화되었다. 노르웨이 해군은 1940년 6월 기준으로는 함선 15척만 가지고 있었으나 제2차 세계 대전이 종전할 때엔 58척으로 늘어났다. 해군 승무원은 총 7천명이 있었다. 제2차 세계 대전 기간 동안 노르웨이 해군은 총 118척을 지휘했었다.
노르웨이 전투단은 영국 공군 전투기사령부와 해안사령부 소속으로 함께 싸웠다. 공군에서는 노르웨이인으로 구성된 제331비행대와 제332비행대가 조직되어 호커 허리케인과 슈퍼마린 스피트파이어 전투기를 몰고 다녔다. 해군에서는 해군항공대 소속 제330비행대와 공군 소속 제333비행대는 노스럽 N-3PB 초계폭격기와 PBY 카탈리나, 쇼트 선더랜드 비행정, 드 하빌랜드 모스키토 비행기를 몰고 다녔다. 이외에도 탈출한 노르웨이군 병사들이 영국 공군에 입대하였다. 1941년 3월부터 같은 지휘체계 안에 있던 노르웨이 해군항공대와 육군항공대는 1944년 11월 노르웨이 왕립 공군(RNoAF)라는 하나의 군으로 합쳐졌다. 전쟁 말까지 노르웨이 공군에 2,700명이 복무했다.
스코틀랜드에서는 대략 4천명에 달하는 노르웨이 육군도 재건되었다. 하지만 소수의 특수부대를 제외하고는 노르웨이 육군이 실전에 투입되는 일은 거의 없었다. 스코틀랜드에 본부를 둔 노르웨이 육군 강화중대는 1944-45년 겨울 사이에 일어난 핀마르크 해방 작전에 참여했다. 1944년 10월엔 붉은 군대가 페차모-시르케네스 공세를 통해 독일군을 밀어내면서 핀마르크 및 트롬스주 북부를 해방하였다. 소련군이 독일군을 밀어내며 노르웨이 동북쪽 끝에 있는 시르케네스를 해방하였다. 스코틀랜드에서 병력 300명이 파병되었으며 이후 현지 징병과 스웨덴에서의 파병을 통해 병력이 더 증강되었다. 전후까지 핀마르크 지역에 노르웨이군 3천명이 주둔하였다. 작전 진행 동안 독일 소규모 분견대와 국경방위대와 약간의 충돌이 있었다.
중립국인 스웨덴 안에서도 전말 2년 동안 스웨덴 정부의 도움을 받아 노르웨이군의 일종인 자칭 경찰군단이 수립되어 활동하였다. 스스로는 경찰이라고 부르긴 했으나 실제로는 사실상 군사 조직에 가까웠으며 유럽 전구 종전일까지 13,000명이 활동하였다. 1945년에는 경찰군단 1,300명이 핀마르크 해방 작전에 참여했다.
노르웨이 정규군과는 별도로 노르웨이 망명정부가 운용하던 노르웨이 내 레지스탕스 조직인 밀로르그(Milorg)는 종전까지 4만명이 활동하고 있었다. 1941년 11월에는 노르웨이 망명정부가 레지스탕스 조직인 밀로르그를 노르웨이군의 정식 일원으로 선포하였다.

## 사상자 및 물적 손실

### 독일군

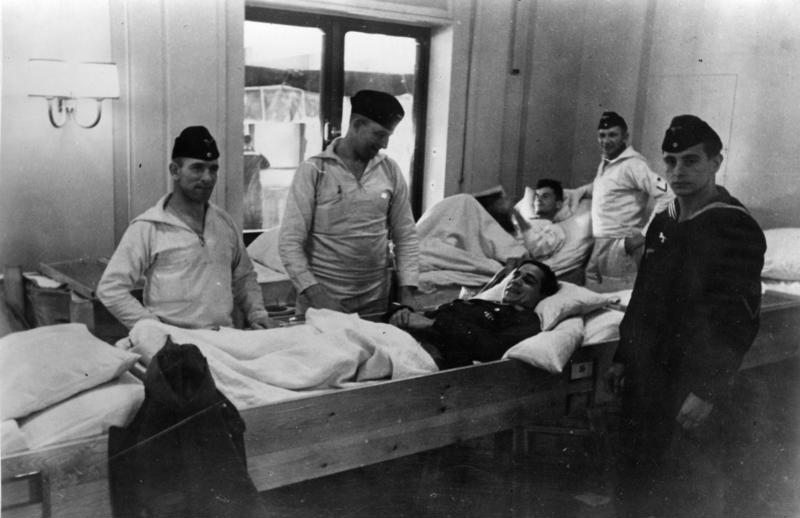
나르비크에서 부상당한 독일군이 병원선 MV 빌헬름 구스틀로프에 탑승해 독일 본국으로 돌아가는 모습.

노르웨이 전역 기간 독일군의 공식적 집계 사상자는 5,296명이다. 지상전에서 사망한 사람은 1,317명이며 해상에서 사망한 사람은 2,375명이다. 사상자 중 부상자는 1,604명이다.
독일 해군 피해가 매우 심각했는데 당장 중순양함 2척 중 1척, 경순양함 6척 중 2척, 구축함 20척 중 10척, 유보트 6척이 격침되었다. 이 외에도 여러 수상함들이 공격을 받아 매우 심각한 피해를 입어 파손되어 노르웨이 전역 직후 독일의 가용 수상함대는 순양함 3척, 구축함 4척만 있었다. 노르웨이 전역 동안 어뢰정 2척과 보조함 15척도 격침되었다. 독일 전함 2척과 순양함 2척도 손상을 입었다.

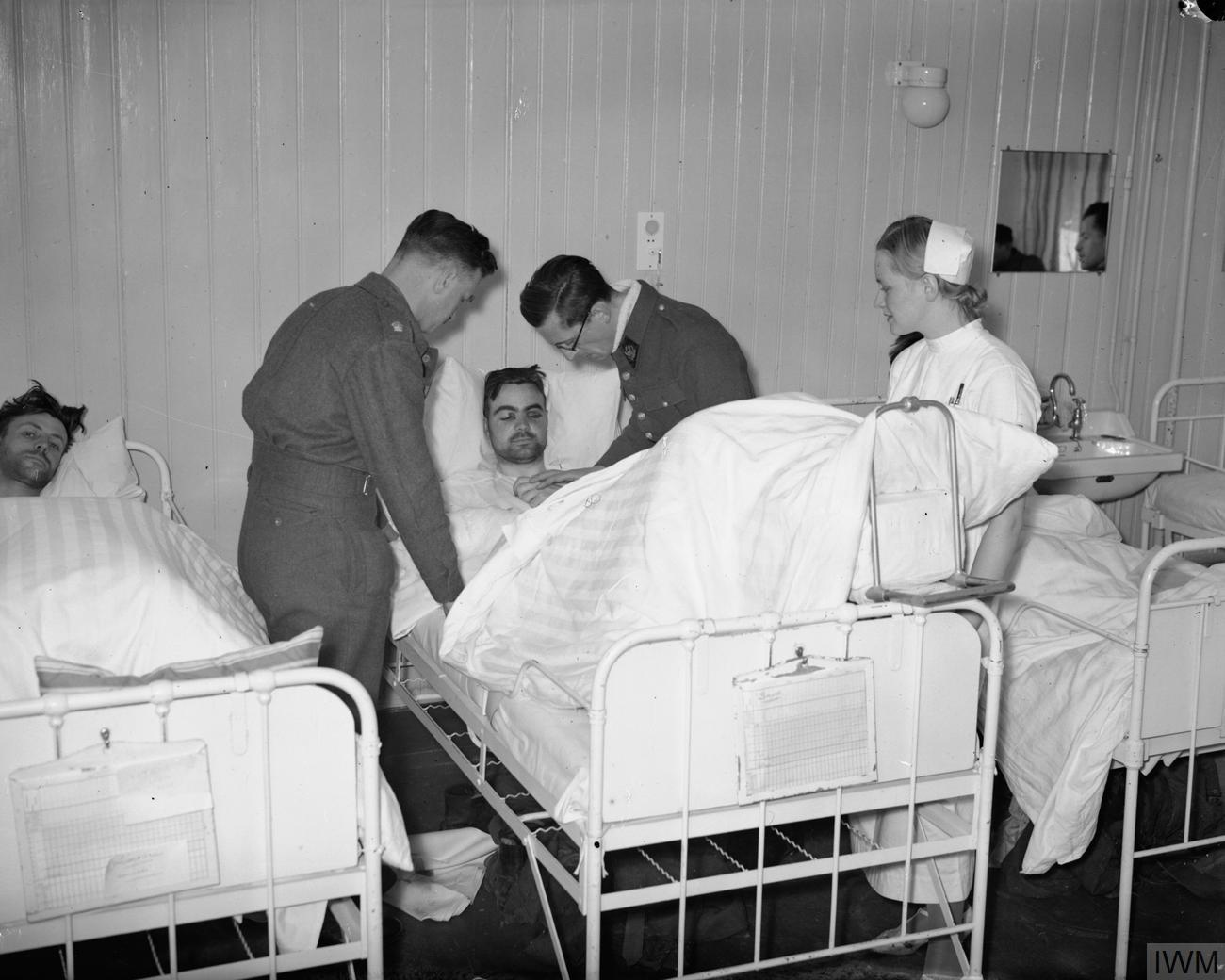
노르웨이 남소스의 한 병원에서 부상을 입은 영국군 병사가 영국인, 프랑스인 의사와 노르웨인 간호사에게 진찰받고 있다.

또한 독일 공식 역사에서는 노르웨이 전역 기간 동안 손실한 항공기수가 총 90기라고 하고 있으며, 프랑스 역사학자 프랑수아 케르소디는 최대 240기로 추정하고 있다.
또한 독일은 수송선과 상천 21척 111,700 톤이 격침되었는데 이는 당시 가용할 수 있었던 상선의 10%를 차지했다.

### 노르웨이군 및 연합군
노르웨이 전역 기간 동안 노르웨이군 및 연합군의 총 사상자는 6,602명이다. 이 중 영국군은 지상전에서 1,869명이 사망/부상/실종되었으며 해상전에서는 2,500명의 사상자가 발생했다. 프랑스군 및 폴란드군은 533명이 사망/부상/실종되었다. 노르웨이군의 총 사상자는 1,700명이며 그 중 사망자는 860명이다. 전쟁 동안 노르웨이 민간인 400명도 사망했는데 거의 대부분은 독일군의 기습폭격으로 인한 폭사였다. 동부 노르웨이에서 독일군이 노르웨이 민간인 60명을 살해했는데 이중 대다수는 즉격처형이었다.
노르웨이 전역 기간 해상전 사상으로 기록된 영국 왕립해군의 경우에는 독일 침공으로 구식 선박 121척이 사실상 증발하였다. 나포한 독일군 트롤선을 포함한 15척만 전투가 끝날 무렵 영국으로 도피하였다. 남은 노르웨이군 함선은 격침되거나 승무원이 자침시켰으며 이 외에는 독일군이 나포하였다. 전역 기간에 격침된 함선으로는 해방전함(연안감시선) 2척과 구축함 2척이 있다. 어뢰정 7척도 격침되거나 자침하였고 나머지 10척은 독일군에게 나포되었다. 노르웨이 잠수함 9척 중에서도 1척만이 영국으로 탈출하는 데 성공하고 나머지는 격침되거나 나포되었다. 독일 해군은 전쟁 기간 나포한 노르웨이군 함정 50척을 운용했다.
영국군은 항공모함 1척, 순양함 2척, 구축함 7척, 잠수함 1척을 손실하였으나 독일보다 훨씬 큰 해군 규모 덕분에 실질적인 피해는 거의 없었다.
프랑스 해군은 전역 기간 동안 구축함 비송과 잠수함 1척이 격침되었으며 순양함 1척이 대파되는 피해를 입었다. 망명 폴란드 해군은 구축함 ORP 그롬과 잠수함 ORP 오제우가 격침되는 피해가 있었다.
전역 기간 동안 영구군은 항공기 112기를 손실했으며 노르웨이의 경우에는 영국으로 탈출하거나 중립국인 핀란드로 탈출한 소수의 항공기를 제외하면 모두 손실되었다.
연합군 및 노르웨이군의 상선 및 수송선 70척 가량도 피해를 입었다.

## 분석
독일이 계획한 작전은 성공적으로 마무리되었다. 독일은 덴마크와 노르웨이 양국을 점령하였다. 특히 덴마크에서는 기습 공격이 매우 효과적인 힘을 발휘했다.
해상에서는 침공 작전이 큰 실패를 겪었다. 특히 독일 해군의 경우 전역 기간 동안 중순양함 1척, 경순양함 2척, 구축함 4척을 잃는 등 작전상 매우 큰 손실을 입었다. 이로 인해 히틀러가 영국 침공 계획을 논의하던 1941년 여름에도 해군은 미약한 상태로만 남아 있었다.
반대로 지상에서 가장 큰 소요 비용은 전선과는 한참 떨어진 노르웨이 점령을 위해 배치한 군사들에 대한 직/간접적 영향이다. 전체적으로 노르웨이 전역은 승자에 주는 이익이 별로 크지 않은 값비싼 사업이었다.
노르웨이 정부의 노르타십 프로젝트로 연합국은 전 세계에서 4번째로 큰 호송선단을 이용할 수 있었다. 1,028척의 함선을 가진 노르타십 프로젝트는 4월 22일 롬스달의 스투구플로텐에 열린 회담 결과에서 시작되었다. 노르타십 프로젝트 함대는 전쟁 이전 전체 노르웨이 상선단의 85%였는데, 나머지 15%는 독일 침공 이후 노르웨이에서 탈출에 실패하여 독일이 나포하였다. 노르타십 상선단의 승무원은 27,000명이었다. 노르웨이 전역 기간 동안 자유 노르웨이 선박 43척이 격침되었으며 29척이 중립국 스웨덴에게 나포되었다. 노르타십 상선단은 노르웨이 망명 정부의 경제적 독립과 해외에서의 지속적인 저항세를 유지하는 데 매우 큰 도움을 주었다.
연합군은 나르비크에서 부분적인 성공을 거두었다. 5월 28일 독일군에게 함락되기 직전 항구 시설 대부분이 파괴되었다. 연합군은 항구 운영이 최소 1년은 중단되어 아무 것도 못할 것이라 예상했으나, 실제로는 6개월 후에 재가동을 시작하였다.
독일의 노르웨이 점령은 수 년간 마치 가시와도 같았다. 독일 본토에서 제일 가까운 질트 섬에서 출발한 폭격기는 스코틀랜드 동북쪽의 래트래이 헤드까지 왕복 1,400km였는데 노르웨이 점령 이후에는 노르웨이의 솔라 기지에서 왕복 920km만 가면 되었으며 1943년까지 노르웨이에서 출항한 폭격기가 스코틀랜드 동부 및 해안 해운에 폭격을 했다. 노르웨이 함락 이후 스캐퍼 플로와 로사이스와 같은 해군 기지를 중심으로 스코틀랜드 지역이 항공/해상 공격에 취약해졌다. 상선대를 노리는 독일군은 노르웨이를 북대서양으로 진출하기 위한 전진 기지로 보았다. 1941년 독일이 바르바로사 작전으로 소련을 침공하기 시작하고 나서는 독일군이 노르웨이를 연합군의 북극해 호송대를 공격하기 위한 기지로도 이용했다.

### 내용주
1. ↑  베저위붕 작전(Operation Weserübung)이란 이름은 군사적 역정보 계획 중 하나로 독일어로 베저강에 '연습'(Übung)을 뜻하는 '위붕'이 들어간 것이다.
2. ↑  이 시기 영국 해군은 샤른호르스트 전함을 순양전함으로 평가했다.

### 참조주
1. 1 2 3  Lunde 2009, p. 3
2. 1 2 3  Lars Borgersrud (1995년).  Hans Fredrik Dahl; Guri Hjeltnes; Berit Nøkleby; Nils Johan Ringdal; Øystein Sørensen, 편집. 《Norsk krigsleksikon 1940–45 : nøytralitetsvakt》 (노르웨이어). Cappelen. 313쪽. ISBN 82-02-14138-9. 2018년 6월 22일에 확인함.
3. ↑  Atle Thowsen (1995년).  Hans Fredrik Dahl; Guri Hjeltnes; Berit Nøkleby; Nils Johan Ringdal; Øystein Sørensen, 편집. 《Norsk krigsleksikon 1940–45: tonnasjeavtalen med Storbritannia》 (노르웨이어). Cappelen. 422쪽. ISBN 82-02-14138-9. 2018년 6월 22일에 확인함.
4. ↑  Shirer 1990, p. 673-674
5. ↑  Lunde 2009, pp. 1–12
6. 1 2 3 4 5 6 7 8 9 10 11 12 13 14 15 16 17 18 19 20  Eric Grove (2011년). “The Norway Campaign in World War Two”. BBC. 2018년 6월 22일에 확인함.
7. 1 2 3  Arnim Lang (1995년).  Hans Fredrik Dahl; Guri Hjeltnes; Berit Nøkleby; Nils Johan Ringdal; Øystein Sørensen, 편집. 《Norsk krigsleksikon 1940–45: Raeder, Erich》 (노르웨이어). Cappelen. 340쪽. ISBN 82-02-14138-9. 2018년 6월 22일에 확인함.
8. ↑  Shirer 1990, p. 673
9. 1 2  Lars Borgersrud (1995년).  Hans Fredrik Dahl; Guri Hjeltnes; Berit Nøkleby; Nils Johan Ringdal; Øystein Sørensen, 편집. 《Norsk krigsleksikon 1940–45: Fleischer, Carl Gurstav》 (노르웨이어). Cappelen. 107쪽. ISBN 82-02-14138-9. 2018년 6월 22일에 확인함.
10. ↑  Benkow & Grimnes 1990, pp. 15–16
11. 1 2 3 4  François Kersaudy (1995년).  Hans Fredrik Dahl; Guri Hjeltnes; Berit Nøkleby; Nils Johan Ringdal; Øystein Sørense, 편집. 《Norsk krigsleksikon 1940–45: allierte planer》 (노르웨이어). Cappelen. 17–18쪽. ISBN 82-02-14138-9. 2018년 6월 23일에 확인함.
12. 1 2  Knut Einar Eriksen (1995년).  Hans Fredrik Dahl; Guri Hjeltnes; Berit Nøkleby; Nils Johan Ringdal; Øystein Sørensen, 편집. 《Norsk krigsleksikon 1940–45]: Finland》 (노르웨이어). Cappelen. 104–105쪽. ISBN 82-02-14138-9. 2018년 6월 24일에 확인함.
13. ↑  Hans Fredrik Dahl (1995).  Hans Fredrik Dahl; Guri Hjeltnes; Berit Nøkleby; Nils Johan Ringdal; Øystein Sørensen, 편집. 《Norsk krigsleksikon 1940–45: quisling》 (노르웨이어). Cappelen. 334쪽. ISBN 82-02-14138-9. 2018년 6월 27일에 확인함.
14. 1 2  Odd Vidar Aspheim; Hans Fredrik Dahl (1995년).  Hans Fredrik Dahl; Guri Hjeltnes; Berit Nøkleby; Nils Johan Ringdal; Øystein Sørensen, 편집. 《Norsk krigsleksikon 1940–45: Quisling-Hitler-møtene》 (노르웨이어). Cappelen. 94–96쪽. ISBN 82-02-14138-9. 2018년 6월 28일에 확인함.
15. ↑  Øystein Sørensen (1995년).  Hans Fredrik Dahl; Guri Hjeltnes; Berit Nøkleby; Nils Johan Ringdal; Øystein Sørensen, 편집. 《Norsk krigsleksikon 1940–45: Hitler, Adolf》 (노르웨이어). Cappelen. 173–174쪽. ISBN 82-02-14138-9. 2018년 6월 29일에 확인함.
16. 1 2 3 4 5 6 7 8 9 10 11 12 13 14 15 16 17  Hans Fredrik Dahl (1995년).  Hans Fredrik Dahl; Guri Hjeltnes; Berit Nøkleby; Nils Johan Ringdal; Øystein Sørensen, 편집. 《Norsk krigsleksikon 1940–45: Norge i krigen 1939–45. Kronologisk oversikt》 (노르웨이어). Cappelen. 11쪽. ISBN 82-02-14138-9. 2018년 6월 29일에 확인함.
17. 1 2 3 4 5 6  Berit Nøkleby (1995년).  Hans Fredrik Dahl; Guri Hjeltnes; Berit Nøkleby; Nils Johan Ringdal; Øystein Sørensen, 편집. 《Norsk krigsleksikon 1940–45:Altmarksaken》 (노르웨이어). Cappelen. 20–21쪽. ISBN 82-02-14138-9. 2018년 6월 30일에 확인함.
18. ↑  Lunde 2009, pp. 11–14
19. ↑  Lunde 2009, p. 34
20. 1 2 3 4 5  Berit Nøkleby (1995년).  Hans Fredrik Dahl; Guri Hjeltnes; Berit Nøkleby; Nils Johan Ringdal; Øystein Sørensen, 편집. 《Norsk krigsleksikon 1940–45: Narvik》 (노르웨이어). Cappelen. 284–285쪽. ISBN 82-02-14138-9. 2018년 8월 17일에 확인함.
21. 1 2  Lunde 2009, p. 541
22. ↑  Didley 2007, p. 28
23. ↑  Lunde 2009, p. 77
24. ↑  Weal 2012, p. 89
25. 1 2 3 4 5 6 7  Berit Nøkleby (1995년).  Hans Fredrik Dahl; Guri Hjeltnes; Berit Nøkleby; Nils Johan Ringdal; Øystein Sørense, 편집. 《Norsk krigsleksikon 1940–45: Forsvaret》 (노르웨이어). Cappelen. 114쪽. ISBN 82-02-14138-9. 2018년 8월 10일에 확인함.
26. 1 2  François Kersaudy (1995년).  Hans Fredrik Dahl; Guri Hjeltnes; Berit Nøkleby; Nils Johan Ringdal; Øystein Sørensen, 편집. 《Norsk krigsleksikon 1940–45: Rio de Janeiro》 (노르웨이어). Cappelen. 357쪽. ISBN 82-02-14138-9. 2019년 5월 7일에 확인함.
27. ↑  Lars Borgersrud (1995년).  Hans Fredrik Dahl; Guri Hjeltnes; Berit Nøkleby; Nils Johan Ringdal; Øystein Sørensen, 편집. 《Norsk krigsleksikon 1940–45: Ljungberg, Birger》 (노르웨이어). Cappelen. 250쪽. ISBN 82-02-14138-9. 2019년 5월 30일에 확인함.
28. 1 2  Arnfinn Moland (1995년).  Hans Fredrik Dahl; Guri Hjeltnes; Berit Nøkleby; Nils Johan Ringdal; Øystein Sørensen, 편집. 《Norsk krigsleksikon 1940–45: mobiliseringen i 1940》 (노르웨이어). Cappelen. 274–275쪽. ISBN 82-02-14138-9. 2019년 5월 30일에 확인함.
29. ↑  Lars Borgersrud (1995년).  Hans Fredrik Dahl; Guri Hjeltnes; Berit Nøkleby; Nils Johan Ringdal; Øystein Sørensen, 편집. 《Norsk krigsleksikon 1940–45: stille mobilisering》 (노르웨이어). Cappelen. 399–400쪽. ISBN 82-02-14138-9. 2019년 5월 30일에 확인함.
30. ↑  Haarr 2009, pp. 216–217
31. 1 2 3  Ole Kristian Grimnes (2010년).  Hans Fredrik Dahl; Guri Hjeltnes; Berit Nøkleby; Nils Johan Ringdal; Øystein Sørensen, 편집. 《Norsk krigsleksikon 1940–45:Blücher》 (노르웨이어). Cappelen. 46–47쪽. ISBN 82-02-14138-9. 2019년 7월 29일에 확인함.
32. ↑  Doug Dildy (2007년 4월 24일). 《Denmark and Norway 1940: Hitler's Boldest Operation》. Bloomsbury USA. ISBN 1846031176. 2019년 8월 5일에 확인함.
33. 1 2 3  Lars Borgersrud (2010년).  Hans Fredrik Dahl; Guri Hjeltnes; Berit Nøkleby; Nils Johan Ringdal; Øystein Sørensen, 편집. 《Norsk krigsleksikon 1940–45: bombing, tysk》 (노르웨이어). Cappelen. 50쪽. ISBN 82-02-14138-9. 2019년 8월 7일에 확인함.
34. ↑  Dildy 2007, pp. 34–36
35. ↑  《Den Store Danske Encyklopædi: A.P. Møller》 (덴마크어). Gyldendal. 2009년. 2019년 8월 8일에 확인함.
36. ↑  Helge Giverholt; Ottar Julsrud (2009년). 《Store norske leksikon: Færøyene – histori》 (노르웨이어). Kunnskapsforlaget. 2011년 1월 2일에 원본 문서에서 보존된 문서. 2019년 8월 12일에 확인함.
37. ↑  Rickard, J (2007년 11월 26일). “First battle of Narvik, 10 April 1940”. History of War. 2019년 8월 15일에 확인함.
38. 1 2  Hans Fredrik Dahl (1995년).  Hans Fredrik Dahl; Guri Hjeltnes; Berit Nøkleby; Nils Johan Ringdal; Øystein Sørensen, 편집. 《Norsk krigsleksikon 1940–45: Administrasjonsrådet》 (노르웨이어). Cappelen. 14–15쪽. ISBN 82-02-14138-9. 2019년 8월 28일에 확인함.
39. ↑  Eivind Otto Hjelle (1995년).  Hans Fredrik Dahl; Guri Hjeltnes; Berit Nøkleby; Nils Johan Ringdal; Øystein Sørensen, 편집. 《Norsk krigsleksikon 1940–45: Elverumsfullmakten》 (노르웨이어). Cappelen. 82쪽. ISBN 82-02-14138-9. 2019년 8월 28일에 확인함.
40. 1 2  François Kersaudy (1995년).  Hans Fredrik Dahl; Guri Hjeltnes; Berit Nøkleby; Nils Johan Ringdal; Øystein Sørensen, 편집. 《Norsk krigsleksikon 1940–45:Haakon 7.》 (노르웨이어). Cappelen. 189–191쪽. ISBN 82-02-14138-9. 2019년 8월 28일에 확인함.
41. 1 2 3 4  Skodvin 1991, p. 63
42. ↑  Guri Hjeltnes (1995년).  Hans Fredrik Dahl; Guri Hjeltnes; Berit Nøkleby; Nils Johan Ringdal; Øystein Sørensen, 편집. 《Norsk krigsleksikon 1940–45: panikkdagen 10.04.1940》 (노르웨이어). Cappelen. 322쪽. ISBN 82-02-14138-9. 2019년 8월 28일에 확인함.
43. ↑  Hjeltnes, Guri (1995). 〈Elverum〉.   Hans Fredrik Dahl; Guri Hjeltnes; Berit Nøkleby; Nils Johan Ringdal; Øystein Sørensen. 《Norsk krigsleksikon 1940–45》 (노르웨이어). Oslo: Cappelen. 82쪽. ISBN 82-02-14138-9.
44. 1 2  Hoel, Oleiv; Niels Øistein Rimstad (2009). 〈brann – norske storbranner〉. 《Store norske leksikon》 (노르웨이어). Oslo: Kunnskapsforlaget. 2011년 4월 28일에 확인함.
45. ↑  〈Nybergsund〉. 《Store norske leksikon》 (노르웨이어). Oslo: Kunnskapsforlaget. 2009. 2011년 4월 28일에 확인함.
46. ↑  Agøy, Nils Ivar. 〈Kristian Laake〉.   Helle, Knut. 《Norsk biografisk leksikon》 (노르웨이어). Oslo: Kunnskapsforlaget. 2011년 3월 19일에 확인함.
47. 1 2 3 4 5  Grimnes, Ole Kristian (1995). 〈felttoget i Norge i 1940〉.   Hans Fredrik Dahl; Guri Hjeltnes; Berit Nøkleby; Nils Johan Ringdal; Øystein Sørensen. 《Norsk krigsleksikon 1940–45》 (노르웨이어). Oslo: Cappelen. 94–96쪽. ISBN 82-02-14138-9.
48. ↑  Dildy 2007, p. 17
49. ↑  Aspheim, Odd Vidar; Hans Fredrik Dahl (1995). 〈Haugsbygd〉.   Dahl; Hjeltnes; Nøkleby; Ringdal; Sørensen. 《Norsk krigsleksikon 1940–45》 (노르웨이어). Oslo: Cappelen. 165쪽. ISBN 82-02-14138-9.
50. 1 2  Borgersrud, Lars (1995). 〈Ruge, Otto〉.   Dahl; Hjeltnes; Nøkleby; Ringdal; Sørensen. 《Norsk krigsleksikon 1940–45》 (노르웨이어). Oslo: Cappelen. 360–361쪽. ISBN 82-02-14138-9.
51. ↑  Haga 1999, pp. 24–28
52. 1 2  Derry 1952, p. 102
53. 1 2 3 4 5  Skodvin 1991, p. 54
54. 1 2  Skodvin 1991, p. 56
55. ↑  Derry 1952, pp. 97–98, 113, 115
56. ↑  Skodvin 1991, pp. 58–59
57. 1 2 3  Skodvin 1991, p. 59
58. ↑  Derry 1952, p. 116–118
59. ↑  Hauge 1995, vol. 2, p. 57
60. ↑  Haga 1999, pp. 14–15
61. 1 2  Haga 1999, p. 23
62. ↑  Derry 1952, p. 101
63. ↑  Haga 1999, pp. 28–31
64. ↑  Larsstuvold, Ulf. 〈Carstein Tank-Nielsen〉.   Helle, Knut. 《Norsk biografisk leksikon》 (노르웨이어). Oslo: Kunnskapsforlaget. 2011년 4월 15일에 확인함.
65. ↑  Haarr 2010, p. 50
66. ↑  Ringda, Nils Johan (1995). 〈Voss〉.   Dahl; Hjeltnes; Nøkleby; Ringdal; Sørensen. 《Norsk krigsleksikon 1940–45》 (노르웨이어). Oslo: Cappelen. 443–444쪽. ISBN 82-02-14138-9.
67. ↑  Hansteen 1971, p. 208
68. ↑  Hansteen 1971, p. 211
69. 1 2  Hansteen 1971, p. 213
70. ↑  Hansteen 1971, p. 214
71. ↑  Hansteen 1971, p. 93
72. ↑  Haarr 2010, pp. 50, 53–56
73. ↑  Mølmen 1998, pp. 35–42
74. 1 2 3  Dildy 2007, p. 29
75. 1 2  Ringdal, Nils Johan (1995). 〈Åndalsnes〉.   Dahl; Hjeltnes; Nøkleby; Ringdal; Sørensen. 《Norsk krigsleksikon 1940–45》 (노르웨이어). Oslo: Cappelen. 462쪽. ISBN 82-02-14138-9.
76. 1 2  Skodvin 1991, p. 55
77. 1 2 3 4  Ringdal, Nils Johan (1995). 〈Namsos〉.   Dahl; Hjeltnes; Nøkleby; Ringdal; Sørensen. 《Norsk krigsleksikon 1940–45》 (노르웨이어). Oslo: Cappelen. 283쪽. ISBN 82-02-14138-9.
78. ↑  Østbye 1963, pp. 61–63
79. ↑  Østbye 1963, pp. 67–72, 81–86
80. ↑  Ringdal, Nils Johan (1995). 〈Steinkjer〉.   Dahl; Hjeltnes; Nøkleby; Ringdal; Sørensen. 《Norsk krigsleksikon 1940–45》 (노르웨이어). Oslo: Cappelen. 397쪽. ISBN 82-02-14138-9.
81. 1 2  Ringdal, Nils Johan (1995). 〈Molde〉.   Dahl; Hjeltnes; Nøkleby; Ringdal; Sørensen. 《Norsk krigsleksikon 1940–45》 (노르웨이어). Oslo: Cappelen. 275–276쪽. ISBN 82-02-14138-9.
82. ↑  Hafsten 2005, p. 50
83. ↑  Eriksen, Knut Einar (1995). 〈Tromsø〉.   Dahl; Hjeltnes; Nøkleby; Ringdal; Sørensen. 《Norsk krigsleksikon 1940–45》 (노르웨이어). Oslo: Cappelen. 424쪽. ISBN 82-02-14138-9.
84. ↑  Sandvik 1965I, pp. 204–206
85. ↑  Sandvik 1965II, p. 354
86. ↑  Ringdal, Nils Johan (1995). 〈Harstad〉.   Dahl; Hjeltnes; Nøkleby; Ringdal; Sørensen. 《Norsk krigsleksikon 1940–45》 (노르웨이어). Oslo: Cappelen. 161–162쪽. ISBN 82-02-14138-9.
87. ↑  Haarr 2010, pp. 203–205
88. ↑  Derry 1952, p. 206
89. 1 2 3  Skodvin 1991, p. 62
90. ↑  Krogtoft, Harald; Billy Jacobsen (2009). 〈Flyplassen i Hattfjelldal〉.   Hans-Tore Bjerkaas. 《NRK Nordland Fylkesleksikon》 (노르웨이어). NRK. 2013년 3월 13일에 확인함.
91. ↑  Wilkinson and Astley 1993, pp. 52–53
92. ↑  Wilkinson and Astley 1993, pp. 54–55
93. ↑  Wilkinson and Astley 1993, pp. 56–66
94. ↑  Ringdal, Nils Johan (1995). 〈Bodø〉.   Dahl; Hjeltnes; Nøkleby; Ringdal; Sørensen. 《Norsk krigsleksikon 1940–45》 (노르웨이어). Oslo: Cappelen. 47–48쪽. ISBN 82-02-14138-9.
95. 1 2  Pedersen, Per Bjørn (2009). 〈Bombingen av Bodø under 2. verdenskrig〉.   Hans-Tore Bjerkaas. 《NRK Nordland Fylkesleksikon》 (노르웨이어). NRK. 2013년 3월 12일에 확인함.
96. ↑  Wilkinson and Astley 1993, p. 67
97. ↑  Skodvin 1991, p. 70
98. ↑  Eriksen, Knut Einar (1995). 〈Nygaardsvold, Johan〉.   Dahl; Hjeltnes; Nøkleby; Ringdal; Sørensen. 《Norsk krigsleksikon 1940–45》 (노르웨이어). Oslo: Cappelen. 309–310쪽. ISBN 82-02-14138-9.
99. ↑  Skodvin 1991, pp. 71–72
100. ↑  Nøkleby, Berit (1995). 〈kapitulasjonen i 1940〉.   Dahl; Hjeltnes; Nøkleby; Ringdal; Sørensen. 《Norsk krigsleksikon 1940–45》 (노르웨이어). Oslo: Cappelen. 206–207쪽. ISBN 82-02-14138-9.
101. ↑  Aspheim, Odd Vidar; Hans Fredrik Dahl (1995). 〈Bjørnefjellsavtalen〉.   Dahl; Hjeltnes; Nøkleby; Ringdal; Sørensen. 《Norsk krigsleksikon 1940–45》 (노르웨이어). Oslo: Cappelen. 43쪽. ISBN 82-02-14138-9.
102. ↑  Børsheim, Hans (1998). “Alta bataljon: 2 Alta bataljons deltagelse i felttoget på Narvikfronten 1940”. 《Norwegian Ministry of Health and Care Services》 (노르웨이어). 2012년 9월 25일에 원본 문서에서 보존된 문서. 2009년 12월 31일에 확인함.
103. 1 2  Moland, Arnfinn (1995). 〈Milorg〉.   Dahl; Hjeltnes; Nøkleby; Ringdal; Sørensen. 《Norsk krigsleksikon 1940–45》 (노르웨이어). Oslo: Cappelen. 271–273쪽. ISBN 82-02-14138-9.
104. ↑  Barstad, Tor Arne (1995). 〈Sabotasje〉.   Dahl; Hjeltnes; Nøkleby; Ringdal; Sørensen. 《Norsk krigsleksikon 1940–45》 (노르웨이어). Oslo: Cappelen. 364–365쪽. ISBN 82-02-14138-9.
105. ↑  Nøkleby, Berit (1995). 〈Kongens nei〉.   Dahl; Hjeltnes; Nøkleby; Ringdal; Sørensen. 《Norsk krigsleksikon 1940–45》 (노르웨이어). Oslo: Cappelen. 222–223쪽. ISBN 82-02-14138-9.
106. 1 2 3  Nøkleby, Berit (1995). 〈marinen〉.   Dahl; Hjeltnes; Nøkleby; Ringdal; Sørensen. 《Norsk krigsleksikon 1940–45》 (노르웨이어). Oslo: Cappelen. 262–264쪽. ISBN 82-02-14138-9.
107. ↑  Borgersrud, Lars (1995). 〈flyvåpenet〉.   Dahl; Hjeltnes; Nøkleby; Ringdal; Sørensen. 《Norsk krigsleksikon 1940–45》 (노르웨이어). Oslo: Cappelen. 109–111쪽. ISBN 82-02-14138-9.
108. ↑  Eriksen, Knut Einar (1995). 〈frigjøringen av Finnmark〉.   Dahl; Hjeltnes; Nøkleby; Ringdal; Sørensen. 《Norsk krigsleksikon 1940–45》 (노르웨이어). Oslo: Cappelen. 121쪽. ISBN 82-02-14138-9.
109. ↑  Grimnes, Ole Kristian (1995). 〈polititroppene i Sverige〉.   Dahl; Hjeltnes; Nøkleby; Ringdal; Sørensen. 《Norsk krigsleksikon 1940–45》 (노르웨이어). Oslo: Cappelen. 327쪽. ISBN 82-02-14138-9.
110. 1 2  Lunde 2009, p. 542
111. ↑  Derry 1952, p. 230
112. 1 2 3  Dildy 2007, p. 90
113. 1 2 3 4  Lunde 2009, p. 543
114. ↑  Haarr 2010, p. 367
115. 1 2 3  Lunde 2009, p. 544
116. ↑  Nøkleby 1996, pp. 31–38
117. ↑  Thowsen, Atle (1995). 〈marinens fartøyer〉.   Dahl; Hjeltnes; Nøkleby; Ringdal; Sørensen. 《Norsk krigsleksikon 1940–45》 (노르웨이어). Oslo: Cappelen. 264쪽. ISBN 82-02-14138-9.
118. ↑  Dildy 2007, p. 91
119. ↑  Thowsen, Atle (1995). 〈handelsflåten〉.   Dahl; Hjeltnes; Nøkleby; Ringdal; Sørensen. 《Norsk krigsleksikon 1940-45》 (노르웨이어). Oslo: Cappelen. 157쪽. ISBN 82-02-14138-9.
120. ↑  Hjeltnes, Guri (1995). 〈sjøfolkene〉.   Dahl; Hjeltnes; Nøkleby; Ringdal; Sørensen. 《Norsk krigsleksikon 1940-45》 (노르웨이어). Oslo: Cappelen. 380–381쪽. ISBN 82-02-14138-9.
121. 1 2  Skodvin 1991, p. 86
122. ↑  Derry 1952, p. 229

## 참고 자료
- Benkow, Jo; Ole Kristian Grimnes (1990). 《Vendepunkt: 9. april i vår bevissthet》 (노르웨이어). Oslo: Cappelen. ISBN 82-02-12700-9.
- Derry, T.K. (1952).  Butler, J.R.M, 편집. 《The campaign in Norway》. History of the Second World War: Campaigns Series 1판. London: HMSO. 다음 글자 무시됨: ‘Her Majesty's Stationery Office ’ (도움말)
- Dildy, Douglas C. Denmark and Norway, 1940: Hitler's Boldest Operation; Osprey Campaign Series #183; ISBN 978-1-84603-117-5. Osprey Publishing, 2007
- Haga, Arnfinn (1999). 《Valdres 1940》 (노르웨이어). Oslo: Cappelen. ISBN 82-02-18465-7(ib.) |isbn= 값 확인 필요: invalid character (도움말).
- Hauge, Andreas (1995). 《Kampene i Norge 1940》 (노르웨이어) 1. Sandefjord: Krigshistorisk Forlag. ISBN 82-993369-0-2.
- Hauge, Andreas (1995). 《Kampene i Norge 1940》 (노르웨이어) 2. Sandefjord: Krigshistorisk Forlag. ISBN 82-993369-0-2.
- Lunde, H.O. (2009) Hitler's Pre-Emptive War, The Battle for Norway, 1940, Philadelphia & Newbury : Casemate, 590 p., ISBN 978-1-932033-92-2.
- Mølmen, Øystein (1998). 《Raumabanen/Romsdalen, Lesja og Dovre: kamphandlingene i april 1940》 (노르웨이어). Raumabanens kulturlag. ISBN 82-994722-0-2(h.) |isbn= 값 확인 필요: invalid character (도움말).
- Østbye, Gudbrand (1963). 《Krigen i Norge 1940. Operasjonene i Nord-Trøndelag》 (노르웨이어). Oslo: Forsvarets Krigshistoriske Avdeling / Gyldendal.
- Sandvik, Trygve (1965). 《Krigen i Norge 1940. Operasjonene til lands i Nord-Norge 1940》 (노르웨이어) 1. Oslo: Forsvarets Krigshistoriske Avdeling / Gyldendal.
- Sandvik, Trygve (1965). 《Krigen i Norge 1940. Operasjonene til lands i Nord-Norge 1940》 (노르웨이어) 2. Oslo: Forsvarets Krigshistoriske Avdeling / Gyldendal.
- Shirer, William L (1990). 《The Rise and Fall of the Third Reich》. Simon and Schuster. ISBN 0671728687.
- Skodvin, Magne (1991). 《Norsk historie 1939-1945: krig og okkupasjon》 (노르웨이어). Oslo: Samlaget. ISBN 82-521-3491-2.
- Dickens, P. (Capt.) (1974) Narvik : battles in the fjords, Sea battles in close-up, 9, London: Ian Allan, ISBN 0-7110-0484-6
- Elting, J.R. (1981) Battles for Scandinavia, World War II Series, Alexandria, VA: Time-Life Books, ISBN 0-8094-3395-8
- Hubatsch, W. (1960) Weserübung: die deutsche Besetzung von Dänemark und Norwegen 1940, Studien und Dokumente zur Geschichte des Zweiten Weltkrieges, 7, 2nd Ed., Göttingen : Musterschmidt-Verlag, 586 p.
- Moulton, J.L. (Maj. Gen.) (1966) The Norwegian campaign of 1940 : a study of warfare in three dimensions, London: Eyre & Spottiswoode, 328 p.
- Ottmer, H.-M. (1994) Weserübung: der deutsche Angriff auf Dänemark und Norwegen im April 1940, Operationen des Zweiten Weltkrieges, 1, München : Oldenbourg, ISBN 3-486-56092-1
- Ziemke, E.F. (1960) The German northern theater of operations 1940-1945, Department of the Army pamphlet, 20-271, Washington, D.C. : U.S. Govt Printing Office, 342 p., LCCN 60-060912
- Ziemke, Earl F. (2000 (reissue from 1960)). 〈The German Decision to Invade Norway and Denmark〉.   Kent Roberts Greenfield. 《Command Decisions》. United States Army Center of Military History. CMH Pub 70-7. 2007년 12월 30일에 원본 문서에서 보존된 문서. 2012년 1월 13일에 확인함.